# SV Darmstadt 98
Der Sportverein Darmstadt 1898 e. V. – kurz SV Darmstadt 98 – ist der bekannteste Sportverein in Darmstadt. Er wurde am 22. Mai 1898 gegründet und wird aufgrund der Lilie im Vereinslogo, dem das Darmstädter Stadtwappen als Vorbild diente, auch Die Lilien genannt.
Bekannt wurde der SV Darmstadt 98 durch seine Fußballabteilung, die in den Spielzeiten 1977/78 und 1980/81 die Meisterschaft der 2. Bundesliga gewann. In den Saisons 2015/16, 2016/17 und 2023/24 trat der Verein in der Bundesliga an, nimmt derzeit (Saison 2024/25) allerdings infolge des Abstiegs wieder an der 2. Bundesliga teil.
Der Verein, der mit seinen 15.500 Mitgliedern (Stand: Juli 2025) zu den 50 größten Sportvereinen Deutschlands zählt, trägt seine Heimspiele im Stadion am Böllenfalltor aus.
Neben Fußball werden noch weitere Sportarten wie Tischtennis, Basketball, Futsal oder eSports angeboten.

## Vereinsgeschichte

### 1898–1919: Entstehung eines Darmstädter Sportvereins

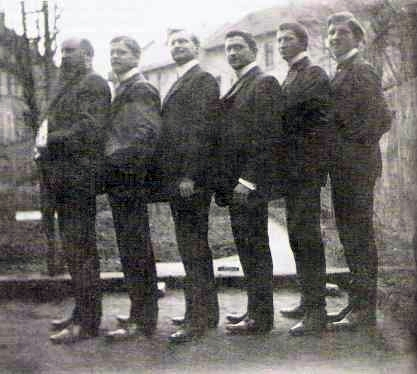
Die Ensgrabers (1898)

Das mit dem 22. Mai 1898 notierte Gründungsdatum entspricht dem des FK Olympia 1898 Darmstadt, der von dem Professor Leopold Ensgraber, seinen Söhnen Bernhard, Karl, Wilhelm und Ernst sowie acht anderen Schülern, hauptsächlich Gymnasiasten, die sich mit den Ensgrabern gelegentlich zum Fußballspielen auf dem Schlossgartenplatz trafen, gegründet wurde. Da keiner seiner Söhne volljährig war, wurde der Verein wurde jedoch nur von Leopold Ensgraber, Oberlehrer am alten Realgymnasium sowie Privatlehrer der großherzoglichen Familie, eingetragen. Die Vereinsfarben des FKO waren Schwarz-Weiß, das Logo zierte ein schwarzes O und der Verein wies insgesamt eine akademische Prägung auf. Mit Bezugnahme auf seinen Vorgängerverein zählt der SV 98 zu den ältesten Vereinen in der deutschen Fußball-Landschaft und im Rhein-Main-Gebiet.
Anfangs spielte die Mannschaft auf dem Platz der heutigen Elisabethenkirche. 1901 untersagten die höheren Darmstädter Schulen ihren Schülern das als englisch angesehene Fußballspielen. Doch die Verbreitung dieses Sports war auch in Darmstadt nicht mehr aufzuhalten, sodass das Verbot bereits 1903 wieder fallen gelassen wurde. Nach dem Baubeginn der Elisabethenkirche zog die Mannschaft zunächst nach Arheilgen auf den Platz an der Täubcheshöhe. Später zogen die Olympianer nach Weiterstadt auf den dortigen Exerzierplatz an der Riedbahn. Danach ließ man sich auf dem „Exert“ in Darmstadt nieder, wo auch bereits andere Fußballvereine trainierten. Durch die Duelle mit anderen Mannschaften aus der Stadt gewann die Olympia 1905 gegen die international besetzte Mannschaft des Darmstadt Football Club 1897 mit 5:0. Der Verein galt in der Stadt viele Jahre als bester Verein. Kurz nach dem Spiel löste sich der Verein auf und mehrere Spieler schlossen sich der Olympia an. Überregional feierte man 1908 mit der Westkreismeisterschaft der B-Klasse den ersten Erfolg, unter anderem nach einem 14:1-Sieg gegen den amtierenden Saarmeister Völklingen 03. Bis 1913 spielten die „Olympier“ dann zwar in der obersten Spielklasse, konnten sich dort aber gegen die ambitionierteren Vereine aus Mannheim, Ludwigshafen und Kaiserslautern nicht durchsetzen; der fünfte Rang in der Spielzeit 1909/10 war die beste Platzierung. Das erste Match gegen einen internationalen Gegner fand im Jahr 1910 statt. Zu Gast in Darmstadt war der Pariser Meister Club Athlétique de Vitry. Das Spiel endete 5:0 für die Darmstädter Mannschaft.
Durch die Einberufung zahlreicher Spieler in die Armee während des Ersten Weltkriegs entstanden auch in Darmstadt Spielgemeinschaften, sogenannte Kriegsmannschaften. Als Folge der positiven Erfahrungen in der Zusammenarbeit der Darmstädter Vereine während des Krieges fusionierte der FK Olympia mit dem Stadtkonkurrenten SC Darmstadt 1905, der ein proletarisches Milieu ansprach und dessen Wappentier einen roten Löwen zeigte, am 11. November 1919 letztendlich auch offiziell. Mit jetzt 1.000 Mitgliedern größter Sportverein Darmstadts war der SV Darmstadt 1898 entstanden.
Bei der Fusion entschied man sich, die Stadtfarben Blau-Weiß anzunehmen und ebenfalls die Lilie des Stadtwappens ins Logo zu übernehmen, um die Repräsentation der gesamten Stadt zu gewährleisten.
Der sportlichen Entwicklung Rechnung tragend, entstand in der Folge das Stadion am Böllenfalltor als neue Heimstatt des SV 98, wobei die Spiele zwischenzeitlich auch auf dem Gelände der Radrennbahn ausgetragen wurden.

### 1919–1945: Zwischen den Weltkriegen
| Liga                         | Saison  | Platz | Tore  | Punkte |
| ---------------------------- | ------- | ----- | ----- | ------ |
| Kreisliga                    | 1919/20 | 09    | 20:60 | 08:24  |
| Kreisliga                    | 1920/21 | 09    | 16:57 | 07:29  |
| Kreisliga                    | 1921/22 | 03    | 26:17 | 18:10  |
| Kreisliga                    | 1922/23 | 08    | 10:32 | 04:24  |
| Kreisliga                    | 1923/24 | 01    | 67:15 | 31:05  |
| Bezirksliga Rhein            | 1924/25 | 06    | 16:36 | 10:18  |
| Bezirksliga Rhein            | 1925/26 | 06    | 23:25 | 11:17  |
| Bezirksliga Rhein            | 1926/27 | 06    | 44:55 | 18:18  |
| Bezirksliga Main/Hessen      | 1927/28 | 09    | 42:40 | 12:24  |
| Kreisliga                    | 1928/29 | 01    | 54:26 | 33:11  |
| Bezirksliga Main/Hessen      | 1929/30 | 06    | 23:24 | 10:18  |
| Bezirksliga Main/Hessen      | 1930/31 | 08    | 13:31 | 07:21  |
| Bezirksliga Main/Hessen      | 1931/32 | 10    | 27:66 | 08:28  |
| Kreisliga Starkenburg        | 1932/33 | 11    | 45:53 | 24:32  |
| Bezirksklasse Südhessen      | 1933/34 | 04    | 41:37 | 23:17  |
| Bezirksklasse Südhessen      | 1934/35 | 04    | 48:33 | 26:18  |
| Bezirksklasse Südhessen      | 1935/36 | 03    | 52:31 | 25:19  |
| Bezirksklasse Südhessen      | 1936/37 | 03    | 63:40 | 28:16  |
| Bezirksklasse Südhessen      | 1937/38 | 08    | 51:39 | 21:23  |
| Bezirksklasse Starkenburg    | 1938/39 | 05    | 62:57 | 28:24  |
| Bezirksklasse Starkenburg    | 1939/40 | 01    | 59:17 | 23:05  |
| 1. Klasse Starkenburg        | 1940/41 | 01    | 45:19 | 27:05  |
| Bereichsklasse Hessen-Nassau | 1941/42 | 02    | 41:29 | 15:05  |
| Bereichsklasse Hessen-Nassau | 1942/43 | 10    | 26:64 | 08:28  |
| Bezirksklasse                | 1943/44 | 01    | k. A. | k. A.  |
| Kein Spielbetrieb            | 1944/45 | 0-    | 0-    | 0-     |

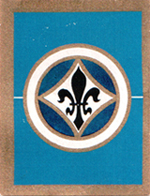
Zigarettenbild der Garbáty-Zigarettenfabrik aus der Saison 1930/31

Nach der Fusion der Darmstädter Vereine im Jahre 1919 zum SV Darmstadt 1898 e. V. begann man sogleich mit den Bauarbeiten einer entsprechenden Spielstätte. Zwei Jahre später wurde das Stadion am Böllenfalltor feierlich eröffnet. Die Hoffnungen, sich durch den Zusammenschluss zu einer regionalen Spitzenkraft zu entwickeln, erfüllten sich allerdings zunächst nicht. Zwar konnte man sich zeitweilig in der obersten Liga etablieren, da die Spielklassen in der Weimarer Republik aber kaum über die regionale Ebene hinausreichten und zudem häufig umstrukturiert wurden, konnte der SV 98 überregional selten auf sich aufmerksam machen.
1923 stiegen die Fußballer in die Zweitklassigkeit ab, während die Handballer und die Leichtathleten durch ihre Leistungen in den Vordergrund rückten. Die Handballabteilung wurde insgesamt sechsmal Süddeutscher Meister und stand 1931 im Endspiel um die deutsche Handballmeisterschaft (4:7 gegen Polizei SV Berlin). In der Leichtathletik dominierte der spätere Olympia-Medaillengewinner Hermann Engelhard, der über die 800 Meter Süddeutscher Meister und Zweiter bei den deutschen Meisterschaften 1927 in Berlin wurde. Die Fußballer des SV 98 wirkten ab Ende der 1920er Jahre zwar vorübergehend wieder in der obersten Spielklasse, der Bezirksliga Main/Hessen, mit, kamen aber nie über das Mittelmaß hinaus und stiegen in der Saison 1932 wieder in die Zweitklassigkeit ab.
Von den Folgen der Machtergreifung der NSDAP im Jahr 1933 blieb auch der Sport nicht verschont. Wie in der Politik wurden auch in den Vereinen demokratische Strukturen abgeschafft. An deren Stelle trat das sogenannte Führerprinzip. Bereits 1933 traten daraufhin die meisten sportlichen Funktionäre beim SV 98 von ihren Posten zurück. Dazu zählte auch der langjährige Präsident Karl Heß, der das Amt seit 1928 innehatte. Der Verein ging auf kritische Distanz zu den neuen Machthabern. Um die Gleichschaltung der Vereine voranzutreiben, wurde 1938 auch in Darmstadt auf Betreiben der örtlichen Nationalsozialisten der Großverein GfL Darmstadt gebildet, dem auch die Lilien beitreten sollten. Die Verantwortlichen des SV 98 leisteten jedoch erfolgreich Widerstand und so konnte der SV Darmstadt 98 als einziger Darmstädter Sportverein seine Eigenständigkeit bewahren. Allerdings mussten die Lilien in der Folge auf jegliche staatliche Förderung verzichten, was u. a. eine sportliche Stagnation nach sich zog. In den Kriegsjahren gelang immerhin zur Saison 1941/42 kurzzeitig der Sprung in die Gauliga Hessen-Nassau, aus der der Verein bereits 1943 wieder abstieg. Durch die zahlreichen Einberufungen der Spieler zur Wehrmacht änderte sich das Gesicht der Mannschaft oft von Spiel zu Spiel. Spätestens nach dem britischen Luftangriff auf Darmstadt im September 1944, bei dem fast 80 Prozent der Stadt zerstört wurden, war an einen geregelten Sportbetrieb auch bei den Lilien nicht mehr zu denken.

### 1945–1978: Die ersten Erfolge
| Liga               | Saison  | Platz | Tore  | Punkte |
| ------------------ | ------- | ----- | ----- | ------ |
| Landesliga Hessen  | 1945/46 | 09    | 40:53 | 13:23  |
| Landesliga Hessen  | 1946/47 | 03    | 58:43 | 30:14  |
| Landesliga Hessen  | 1947/48 | 05    | 53:39 | 31:21  |
| Landesliga Hessen  | 1948/49 | 03    | 56:35 | 32:20  |
| Landesliga Hessen  | 1949/50 | 01    | 73:35 | 44:12  |
| Oberliga Süd       | 1950/51 | 15    | 54:86 | 25:43  |
| 2. Liga Süd        | 1951/52 | 10    | 66:55 | 35:33  |
| 2. Liga Süd        | 1952/53 | 12    | 46:60 | 33:35  |
| 2. Liga Süd        | 1953/54 | 06    | 69:59 | 35:33  |
| 2. Liga Süd        | 1954/55 | 12    | 64:68 | 30:38  |
| 2. Liga Süd        | 1955/56 | 07    | 66:60 | 37:31  |
| 2. Liga Süd        | 1956/57 | 12    | 59:63 | 32:36  |
| 2. Liga Süd        | 1957/58 | 07    | 52:54 | 33:35  |
| 2. Liga Süd        | 1958/59 | 14    | 43:62 | 30:38  |
| 2. Liga Süd        | 1959/60 | 10    | 48:63 | 32:36  |
| 2. Liga Süd        | 1960/61 | 18    | 40:63 | 27:41  |
| Amateurliga Hessen | 1961/62 | 01    | 69:37 | 45:15  |
| 2. Liga Süd        | 1962/63 | 10    | 46:50 | 35:33  |
| Amateurliga Hessen | 1963/64 | 01    | 87:25 | 59:13  |
| Regionalliga Süd   | 1964/65 | 14    | 49:66 | 33:39  |
| Regionalliga Süd   | 1965/66 | 13    | 54:71 | 33:35  |
| Regionalliga Süd   | 1966/67 | 14    | 45:55 | 26:42  |
| Regionalliga Süd   | 1967/68 | 14    | 45:71 | 24:44  |
| Regionalliga Süd   | 1968/69 | 08    | 50:54 | 35:33  |
| Regionalliga Süd   | 1969/70 | 18    | 50:89 | 30:46  |
| Amateurliga Hessen | 1970/71 | 01    | 75:35 | 53:15  |
| Regionalliga Süd   | 1971/72 | 07    | 49:44 | 36:36  |
| Regionalliga Süd   | 1972/73 | 01    | 72:37 | 46:22  |
| Regionalliga Süd   | 1973/74 | 04    | 64:38 | 46:30  |
| 2. Bundesliga Süd  | 1974/75 | 10    | 68:62 | 39:37  |
| 2. Bundesliga Süd  | 1975/76 | 07    | 76:64 | 43:33  |
| 2. Bundesliga Süd  | 1976/77 | 06    | 68:48 | 46:30  |
| 2. Bundesliga Süd  | 1977/78 | 01    | 90:43 | 58:18  |

Bereits ein halbes Jahr nach Kriegsende konnte der SV 98 neugegründet werden. In den nächsten Jahren kehrten immer mehr ehemalige Spieler aus der Kriegsgefangenschaft zurück. Nach und nach stiegen damit auch die sportlichen Leistungen des Vereins wieder an. Allerdings beschlagnahmten die amerikanischen Besatzungstruppen das Böllenfalltorstadion für eigene Zwecke, weshalb die Lilien ihre Spiele wieder an der alten Spielstätte an der Radrennbahn und im Hochschulstadion austrugen. Die ersten Jahre nach dem Kriegsende waren vor allem von Lokalderbys gegen SG Arheilgen, VfR Bürstadt und SKV Mörfelden geprägt, die zahlreiche Zuschauer zu den Spielen anzogen. Unter Spielertrainer Adam Keck steigerten sich die spielerischen Leistungen der Lilien von Jahr zu Jahr. Die Saison 1949/50 wurde besonders erfolgreich abgeschlossen. Vor 12.000 Zuschauern im Hochschulstadion, welches heute zur Universität Darmstadt gehört, besiegte der SV 98 den größten Verfolger Viktoria Aschaffenburg mit 3:2 und qualifizierte sich damit für die Relegationsrunde um den Aufstieg in die Oberliga Süd, der damals höchsten deutschen Spielklasse. Mit fünf Siegen aus sechs Spielen meisterten die als Außenseiter gehandelten Lilien ihre Aufgaben gegen den 1. FC Bamberg, Union Böckingen und den 1. FC Pforzheim siegreich und lösten ein in Darmstadt noch nie da gewesenes Fußballfieber aus. Gleich das erste Spiel in der neuen Spielklasse führte den deutschen Meister von 1949, den VfR Mannheim nach Darmstadt, der mit 5:4 geschlagen werden konnte. An diesen Erfolg konnte in der ersten Oberligasaison nicht angeknüpft werden. Am Ende stand, trotz Siegen u. a. gegen 1860 München, Bayern München und zweier Unentschieden gegen den amtierenden Deutschen Meister VfB Stuttgart, der unglückliche Abstieg als Viertletzter, da die Oberliga auf 16 Mannschaften reduziert wurde.
Herausragender Spieler der Nachkriegsjahre war Stürmer Werner Böhmann, der bereits mit 17 Jahren Stammspieler der ersten Mannschaft wurde. Böhmann ist bis heute mit 123 Treffern in 261 Pflichtspielen für die Lilien der erfolgreichste Darmstädter Spieler. Im Jahr 1952 konnte das umgebaute Böllenfalltorstadion wieder von den Lilien bezogen werden. Das gestiegene Zuschauerinteresse nach dem Aufstieg hatte einen Ausbau auf 25.000 Zuschauer notwendig gemacht. In den folgenden Jahren etablierte sich der SV 98 schließlich in der 2. Liga Süd und landete am Ende der Spielzeit meist auf einem Mittelfeldplatz. 1961, 1963 und 1970 musste der SV 98 allerdings Abstiege in die Amateurliga Hessen hinnehmen, denen jedoch im Jahr darauf wieder der Aufstieg in die zweithöchste Spielklasse folgte. 1971/72 übernahm Udo Klug das Traineramt bei den Lilien und baute die Mannschaft grundlegend um. Klug, der zuvor der Cheftrainer der Amateurmannschaft von Eintracht Frankfurt war, setzte auf eine Mischung aus erfahrenen und jungen Spielern aus dem Rhein-Main-Gebiet und propagierte Laufbereitschaft, Kampfgeist und Spielintelligenz. Für den Aufbau eines neuen Darmstädter Teams nahm er eine Reihe von jungen Spielern wie Walter Bechtold, Dieter Ungewitter, Hans Lindemann, Edwin Westenberger oder Joachim Weber von Frankfurt mit nach Darmstadt. Dieser Spielerkreis wurde durch die Darmstädter Torwartlegende Dieter Rudolf, der ein Jahr später ebenfalls von Eintracht Frankfurt wechselte, und junge Spieler aus der mittelhessischen Provinz wie Willi Wagner oder Peter Cestonaro ergänzt. Für Jahre sollten diese Fußballer das Gesicht von Darmstadt 98 prägen. Unter Trainer Klug etablierten sich die Lilien im Spitzenfeld der süddeutschen Mannschaften.
Am 5. Mai 1973 besiegte der SV 98 auswärts den SSV Reutlingen 05 mit 4:2 und konnte daraufhin an der Aufstiegsrunde zur Bundesliga teilnehmen. Eine Woche später kam es zum denkwürdigen Spiel gegen den 1. FC Nürnberg, der am heimischen Böllenfalltor vor über 20.000 Zuschauern mit 7:0 geschlagen wurde. Die Lilien waren erstmals Süddeutscher Fußballmeister. In der Aufstiegsrunde wurde die Mannschaft schließlich Zweiter hinter Rot-Weiss Essen und verpasste somit den Aufstieg. In der folgenden Spielzeit schaffte der SV 98 die Qualifikation für die neu geschaffene 2. Bundesliga. Während der Saison 1976/77 übernahm Lothar Buchmann das Traineramt. Wirtschaftliche Zwänge ließen keine großen Zukäufe zu. Wieder mussten sich die Lilien nach Spielern aus Südhessen umschauen. In die Saison 1977/78 startete die Mannschaft holprig. Dafür wendete sich in der zweiten Saisonhälfte das Blatt. Nach zwölf Siegen in Folge und einem Unentschieden bei Waldhof Mannheim kam erneut der 1. FC Nürnberg an das ausgebaute Darmstädter Böllenfalltor. Vor 26.000 Zuschauern besiegte der SV 98 die Nürnberger mit 2:0. Mit nur einer Niederlage in der Rückrunde und einem 6:1-Erfolg gegen den FK Pirmasens reichte den Lilien ein 2:2 gegen die Stuttgarter Kickers, um aufzusteigen. Die Meisterschaftsfeier nahm große Teile der Darmstädter Innenstadt ein, und die Siegermannschaft wurde am Luisencenter von Oberbürgermeister Heinz Winfried Sabais in Empfang genommen. Der SV Darmstadt 98 war erstklassig.

### 1978–1982: Die Feierabendfußballer vom Böllenfalltor
| Liga              | Saison  | Platz | Tore  | Punkte | ø Zuschauer |
| ----------------- | ------- | ----- | ----- | ------ | ----------- |
| Bundesliga        | 1978/79 | 18    | 40:75 | 21:47  | 17.529      |
| 2. Bundesliga Süd | 1979/80 | 04    | 81:42 | 48:32  | 4.465       |
| 2. Bundesliga Süd | 1980/81 | 01    | 85:42 | 55:21  | 6.789       |
| Bundesliga        | 1981/82 | 17    | 46:82 | 21:47  | 14.647      |

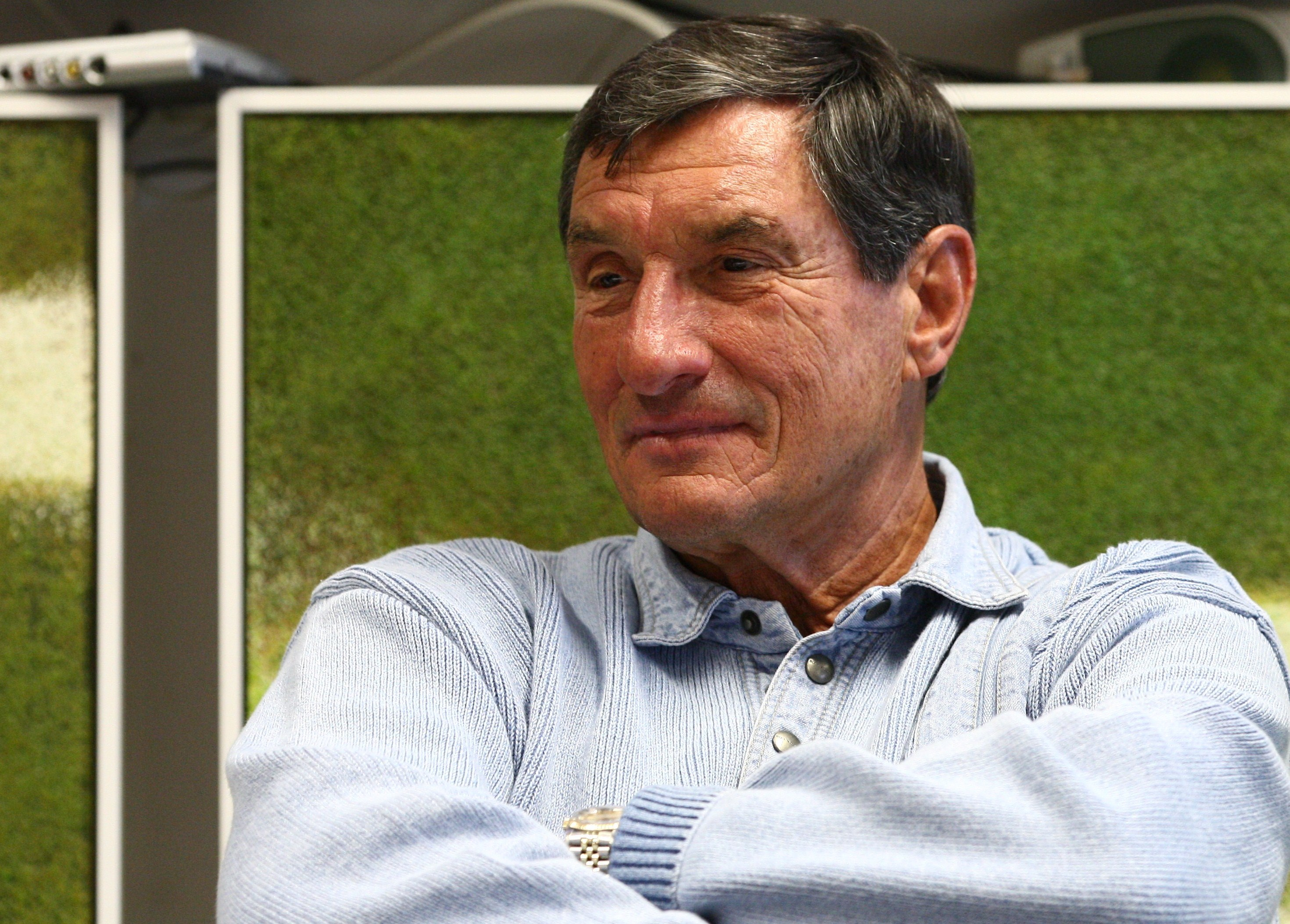
Trainer Lothar Buchmann führte die Lilien 1978 erstmals in die Bundesliga

Nach dem Aufstieg in die Bundesliga kamen auf den Verein zahlreiche Aufgaben zu. Zunächst musste das Stadion am Böllenfalltor auf 30.000 Plätze erweitert werden. Mithilfe der Stadt Darmstadt wurde die Gegengerade erweitert. Ein weiteres Problem betraf die Mannschaft selbst. Viele sahen dem Abenteuer Erstklassigkeit skeptisch entgegen und waren nicht bereit, ihre berufliche Existenz aufs Spiel zu setzen. Aus dieser Situation heraus schuf Trainer Buchmann das sogenannte Darmstädter Modell: Die meisten Spieler des SV 98 gingen einer hauptberuflichen Tätigkeit nach und waren keine Vollprofis. Verkürzte Arbeitszeiten wurden vom Verein ausgeglichen und Trainingslager in die Urlaubszeit verlegt. Dadurch konnte lediglich nach Feierabend trainiert werden. In der Presse entstand deshalb der Begriff der Feierabendfußballer vom Böllenfalltor. Der Kader wurde weitgehend zusammengehalten, als namhafte Verstärkungen wurden lediglich Jürgen Kalb und Kurt Eigl verpflichtet.
Der Start in der höchsten deutschen Spielklasse gelang. Am 11. November 1978 spielten die Lilien in München bei den Bayern 1:1. Zwei Minuten vor Abpfiff traf Uwe Hahn aus 25 Metern zum Tor des Monats. Danach häuften sich die Niederlagen und der SV 98 fand sich am Ende der Hinrunde auf einem Abstiegsplatz wieder. Auch in der Rückrunde konnte trotz guter Spiele das Ruder nicht mehr herumgerissen werden. Nach einer 1:3-Niederlage gegen Nürnberg vor heimischer Kulisse wurde Lothar Buchmann entlassen und Co-Trainer Klaus Schlappner wurde Cheftrainer. Unter ihm gab es noch Erfolge gegen die Frankfurter Eintracht und Werder Bremen; trotzdem war der Abstieg nach nur einem Jahr im Oberhaus nicht mehr zu verhindern und die besten und bekanntesten Spieler verließen den Verein.
Die folgende Zweitliga-Saison schloss der SV Darmstadt 98 mit einer auf vielen Positionen veränderten Mannschaft mit dem vierten Tabellenplatz ab. Die Erkenntnis aus dem Abstieg war, dass auch in Darmstadt kein Weg am Vollprofitum vorbeiführen würde. Unter Trainer Werner Olk ging der Verein in die Saison 1980/81. Ziel war es, „oben mitzuspielen“ und gleichzeitig die Qualifikation für die neue eingleisige 2. Bundesliga zu schaffen. Die Mannschaft startete stark in die Saison, wobei der Sturm den erfolgreichsten Mannschaftsteil stellte. Hohe Siege gegen VfR Bürstadt (5:0), ESV Ingolstadt (9:2), Freiburger FC (6:3), FC Homburg (7:1) und Wormatia Worms (5:0) spiegelten die Spielstärke der Lilien wider. Am Ende war man erneut souverän Erster der 2. Liga Süd und Aufsteiger in die Bundesliga geworden. Wieder folgten Auflagen des DFB, die der SV 98 zu erfüllen hatte. Unter anderem sahen diese die Errichtung einer Flutlichtanlage vor. Diesmal wurden die Lilien von der Stadt finanziell nicht unterstützt. Um den Weg in die Erstklassigkeit zu gehen, verschuldete sich der Verein auf Jahre hinaus. Dies führte auch dazu, dass die Mannschaft kaum mit neuen Spielern verstärkt werden konnte.
Trotzdem gelang der Start in die zweite Bundesligasaison und man hielt sich besser als zwei Jahre zuvor. Höhepunkt der Hinrunde war das 1:1 beim Tabellenführer 1. FC Köln. In der Rückrunde führten Spannungen innerhalb der Mannschaft und im Vorstand des Vereins zu nachlassenden Leistungen. Nach der Entlassung von Olk übernahm Manfred Krafft die sportliche Leitung. Doch auch dieser konnte den abermaligen Abstieg in die Zweitklassigkeit als Tabellenvorletzter nicht mehr verhindern.

### 1982–2007: Hohe Ziele, tiefer Fall
| Liga              | Saison    | Platz | Tore  | Punkte | ø Zuschauer |
| ----------------- | --------- | ----- | ----- | ------ | ----------- |
| 2. Bundesliga     | 1982/83   | 07    | 77:61 | 42:34  | 5.500       |
| 2. Bundesliga     | 1983/84   | 12    | 48:72 | 35:41  | 3.968       |
| 2. Bundesliga     | 1984/85   | 15    | 52:64 | 35:41  | 3.932       |
| 2. Bundesliga     | 1985/86   | 10    | 63:57 | 41:35  | 4.063       |
| 2. Bundesliga     | 1986/87   | 04    | 72:48 | 47:29  | 5.012       |
| 2. Bundesliga     | 1987/88   | 03    | 48:32 | 47:29  | 6.105       |
| 2. Bundesliga     | 1988/89   | 11    | 56:57 | 37:39  | 4.395       |
| 2. Bundesliga     | 1989/90   | 16    | 43:55 | 33:43  | 3.579       |
| 2. Bundesliga     | 1990/91   | 17    | 46:54 | 33:43  | 4.800       |
| 2. Bundesliga Süd | 1991/92   | 08    | 41:49 | 31:33  | 4.709       |
| 2. Bundesliga     | 1992/93   | 24    | 43:79 | 32:60  | 3.323       |
| Oberliga Hessen   | 1993/94   | 09    | 39:46 | 33:35  | k. A.       |
| Regionalliga Süd  | 1994/95   | 11    | 49:53 | 31:37  | 2.679       |
| Regionalliga Süd  | 1995/96   | 15    | 54:67 | 37     | 2.545       |
| Regionalliga Süd  | 1996/97   | 13    | 49:61 | 36     | 2.667       |
| Regionalliga Süd  | 1997/98   | 16    | 38:57 | 33     | 3.017       |
| Oberliga Hessen   | 1998/99   | 01    | 65:22 | 62     | k. A.       |
| Regionalliga Süd  | 1999/2000 | 09    | 49:51 | 46     | 3.667       |
| Regionalliga Süd  | 2000/01   | 05    | 46:39 | 53     | 4.560       |
| Regionalliga Süd  | 2001/02   | 14    | 43:45 | 42     | 3.805       |
| Regionalliga Süd  | 2002/03   | 17    | 42:53 | 42     | 4.401       |
| Oberliga Hessen   | 2003/04   | 01    | 81:25 | 88     | 3.937       |
| Regionalliga Süd  | 2004/05   | 05    | 50:33 | 54     | 4.469       |
| Regionalliga Süd  | 2005/06   | 05    | 57:44 | 54     | 4.169       |
| Regionalliga Süd  | 2006/07   | 16    | 47:59 | 39     | 3.353       |

Nach dem letzten Abstieg aus der Bundesliga stand der Verein vor einem großen Schuldenberg. Trotzdem versuchte man mit aller Macht den direkten Wiederaufstieg. Von Eintracht Frankfurt wechselte Wolfgang Trapp ans Böllenfalltor. Aus Prag verpflichtete man den tschechoslowakischen Nationalspieler Luděk Macela. Doch wiederum gab es Probleme innerhalb der Mannschaft. Zur Winterpause wurden weitere bekannte Spieler eingekauft, darunter der Europameister von 1976, Zdeněk Nehoda. Mit Willi Wagner, der elfeinhalb Jahre bei den Südhessen gespielt hatte und bis heute mit 401 Einsätzen der Rekordspieler von Darmstadt 98 ist, sowie Peter Cestonaro beendeten in der Winterpause 1982/83 zwei die damalige Mannschaft prägende Gesichter ihr Engagement bei den Lilien. Wagner verlegte sich aufs Trainerfach im höchsten hessischen Amateurbereich, während Cestonaro zum Zweitligisten KSV Hessen Kassel transferiert wurde. Am Saisonende hatten sich die Verbindlichkeiten auf über 8 Mio. DM erhöht. Die spektakulären Neueinkäufe hatten nicht gefruchtet. Die folgenden Jahre waren von häufigem Wechsel an der Vereinsspitze und im Trainerstab gekennzeichnet. Ende 1984 kehrte Udo Klug nach Darmstadt zurück. Er peilte mittelfristig an, mit einer wesentlich jüngeren Mannschaft wieder um den Aufstieg mitzuspielen. Sportlich hielten sich die Lilien gerade so in der Zweiten Liga und etablierten sich erst nach und nach im Mittelfeld.
Nach Klugs Ausstieg als Trainer übernahm Eckhard Krautzun die Mannschaft zur Spielzeit 1986/87. Er strebte ein laufintensives und offensives Spielsystem an und führte die Lilien zwischenzeitlich bis auf den zweiten Rang; die Mannschaft landete schließlich als Vierter knapp hinter dem Relegationsplatz, den der FC St. Pauli mit zwei Punkten Vorsprung erreichte. Zu wenig für die Verantwortlichen des Vereins, die mit Klaus Schlappner ein bekanntes Gesicht als neuen Trainer am Böllenfalltor präsentierten. In der neuen Saison sollte der Wiederaufstieg gelingen. Der SV 98 hielt sich über die gesamte Spielzeit unter den Spitzenmannschaften der Liga und belegte am Ende Platz 3. Damit kam es am 1. Juni 1988 zum ersten Relegationsspiel gegen den Drittletzten der Bundesliga, dem SV Waldhof Mannheim. Das Hinspiel in Darmstadt gewannen die Lilien vor 25.000 Zuschauern knapp mit 3:2 (nach 0:2-Rückstand). Im Rückspiel retteten sie sich durch den späten Anschlusstreffer zum 2:1 in ein Entscheidungsspiel. Nach 120 Minuten war kein weiteres Tor gefallen – ein Elfmeterschießen musste entscheiden. Oliver Posniak, Karl-Heinz Emig und zuletzt Willi Bernecker verschossen ihre Elfmeter und Waldhof blieb erstklassig. Es folgten zahlreiche erfolglose Zweitligaspielzeiten. 1993 stiegen die Lilien als Letzter in die Oberliga Hessen ab. Damit war der SV 98 nach 22 Jahren im Profifußball wieder drittklassig.
Nach dem Zweitligaabstieg musste der Verein komplett neu aufgebaut werden, doch die Qualifikation für die neugegründete Regionalliga als neue dritte Spielklasse gelang auf Anhieb. In den Folgejahren hielten sich die Lilien mehr oder weniger knapp drittklassig, 1998 aber konnten sie nach einer 0:2-Niederlage am vorletzten Spieltag gegen den direkten Kontrahenten SC Weismain den Klassenerhalt nicht mehr aus eigener Kraft realisieren. Eine Woche später besiegelte der direkte Kontrahent um dem Klassenerhalt SC Neukirchen durch einen 3:0-Sieg bei den Amateuren des Karlsruher SC den ersten Abstieg der am letzten Spieltag spielfreien Darmstädter nach dem Zweiten Weltkrieg in die Viertklassigkeit. Dieser Schock wirkte zunächst heilsam. Nach wesentlichen Änderungen in Verein und Vorstand schaffte der SV 98 unter Slavko Petrović den direkten Wiederaufstieg. Durch die Reformierung der Dritten Liga (auf zwei statt vier Unterteilungen) musste der Aufsteiger gleich unter die elf besten Mannschaften kommen. Nach einem Jahr Abstiegskampf meisterten die Lilien die Qualifikation mit einem neunten Rang. Die Darmstädter zählten ein Jahr später sogar zu den Favoriten auf den Zweitligaaufstieg. Dieser Traum wurde ihnen aber von Trainer Michael Feichtenbeiner nicht erfüllt. Die folgende Saison 2001/02 wurde zum Ausgangspunkt einer weiteren sportlichen Krise; der Anwärter auf die ersten beiden Plätze belegte nur Platz 14. Unter dem neuen Trainer Hans-Werner Moser verschlimmerte sich die Situation weiter und Moser trennte sich einvernehmlich vom SV 98, der nach dem 28. Spieltag auf einem Nichtabstiegsplatz stand, am Ende der Saison 2002/03 schließlich aber nach vier Drittliga-Jahren mit Höhen und Tiefen erneut in die Oberliga Hessen absteigen musste, nachdem er bis zum 13. Spieltag noch auf den Aufstieg in die Zweite Liga hatte hoffen dürfen.

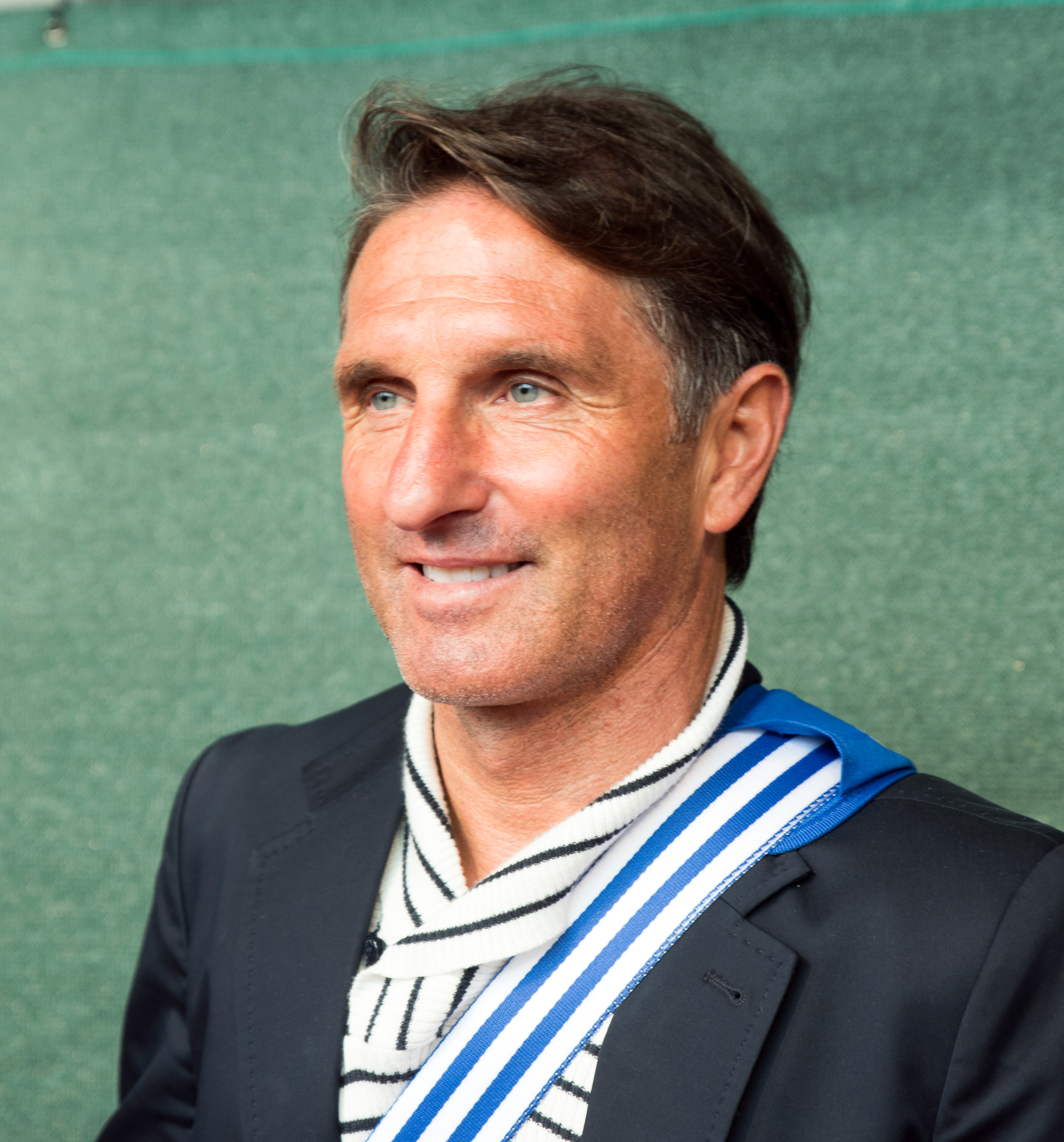
Spieler und Trainer bei den Lilien: Bruno Labbadia

Mit dem Anspruch des direkten Wiederaufstiegs ging der SV Darmstadt 98 in die Saison 2003/04, welche eine der eindrucksvollsten der vergangenen Jahre werden sollte. Unter dem neuen Trainer Bruno Labbadia schafften die Lilien mit 88 von 102 Punkten, der bis heute höchsten Ausbeute in der Ligageschichte, ihr Saisonziel. In einem denkwürdigen Duell gegen den KSV Hessen Kassel setzten sich die Darmstädter mit vier Punkten Vorsprung durch. Das folgende Jahr verlief ähnlich erfolgreich. Mit dem Ziel Klassenverbleib gestartet, erreichten die Lilien sofort Rang fünf und durften sich sogar zwischendurch Hoffnungen auf die Zweite Liga machen. In der Saison 2005/06 endete der Höhenflug der 98er vorerst. Nach einem holprigen Start kamen dem Vorstand Zweifel an dem Erreichen des vorgegebenen Saisonziels, was Trainer Labbadia 2006 zum Rücktritt veranlasste. Dies änderte nichts in Bezug auf die Leistung der Mannschaft und so belegten die Lilien auch in dieser Saison einen für die Fans enttäuschenden fünften Platz.
Danach entschied sich der Vorstand für einen kompletten Neuanfang im sportlichen Bereich. Vom gesamten Kader wurden nur fünf Spieler gehalten. Als Trainer wurde Gino Lettieri verpflichtet; mit den bescheidenen finanziellen Möglichkeiten sollte dieser eine komplett neue Mannschaft bilden, die schließlich zu einem Großteil aus Führungsspielern seines ehemaligen Klubs SpVgg Bayreuth bestand, dem aus finanziellen Gründen die Lizenz für die Regionalliga verweigert wurde. Lettieri wurde nach nur zehn Spieltagen beurlaubt, da der SV 98 mit neun von 30 möglichen Punkten auf einem Abstiegsplatz stand. Seine Nachfolge trat am 6. Oktober 2006 Gerhard Kleppinger an, doch auch unter ihm besserte sich die Lage nicht. Am letzten Spieltag der Saison 2006/07 besiegelte die zweite Mannschaft des FC Bayern München durch einen 2:0-Sieg gegen die Lilien den erneuten Abstieg in die Viertklassigkeit.

### 2007–2017: Von der Hessenliga in die Bundesliga
| Saison  | Liga             | Platz | Tore  | Punkte | ø Zuschauer | DFB-Pokal    | Kader |
| ------- | ---------------- | ----- | ----- | ------ | ----------- | ------------ | ----- |
| 2007/08 | Oberliga Hessen  | 01    | 73:37 | 69     | 02.671      | 1. Runde     | Kader |
| 2008/09 | Regionalliga Süd | 15    | 44:54 | 37     | 02.894      | 1. Runde     | Kader |
| 2009/10 | Regionalliga Süd | 15    | 39:49 | 34     | 02.412      | –            | Kader |
| 2010/11 | Regionalliga Süd | 01    | 50:29 | 62     | 04.144      | –            | Kader |
| 2011/12 | 3. Liga          | 14    | 51:47 | 49     | 06.100      | –            | Kader |
| 2012/13 | 3. Liga          | 18    | 32:46 | 38     | 05.968      | –            | Kader |
| 2013/14 | 3. Liga          | 03    | 58:29 | 72     | 07.540      | 2. Runde     | Kader |
| 2014/15 | 2. Bundesliga    | 02    | 44:26 | 59     | 14.156      | 1. Runde     | Kader |
| 2015/16 | Bundesliga       | 14    | 38:53 | 38     | 16.647      | Achtelfinale | Kader |
| 2016/17 | Bundesliga       | 18    | 28:63 | 25     | 16.794      | 2. Runde     | Kader |

Nach dem Abstieg in die Oberliga Hessen wurde ein neues Präsidium gewählt und der Spielerkader erfuhr für die Saison 2007/08 einen kompletten Umbruch. Das Ziel sofortiger Wiederaufstieg wurde am 18. April 2008 nach 14 ungeschlagenen Spielen in Folge realisiert, zudem gelang der Gewinn des Hessenpokals (2:0 im Finale gegen Viktoria Aschaffenburg). Am 6. März 2008 gab das Präsidium bekannt, dass man wegen finanzieller Belastungen in Millionenhöhe ein Insolvenzverfahren einleiten müsse, nachdem bereits im Dezember 2007 eine Steuerfahndung in den Räumlichkeiten des Vereins durchgeführt wurde. Am 12. März 2008 reichte Darmstadt den Antrag auf Eröffnung des Insolvenzverfahrens ein. Unter Führung des Präsidenten Hans Kessler stemmten sich Fans und Umfeld gegen eine mögliche Insolvenz des Vereins. Durch zahlreiche Aktionen wie beispielsweise ein Benefizspiel gegen den FC Bayern München, Spenden und mit Hilfe der Freunde und Fans des SV Darmstadt 98 wurde die Lizenz für die Regionalliga-Saison 2008/09 erfolgreich beantragt. Im Mai 2008 wurde die Software AG neuer Hauptsponsor des Vereins und am 3. Juni 2009 wurde der Insolvenzantrag beim Amtsgericht Darmstadt zurückgezogen.
In der viertklassigen Regionalliga waren die Lilien in den Saisons 2008/09 und 2009/10 unter den Trainern Gerhard Kleppinger und Živojin Juškić lediglich im Abstiegskampf vertreten, erst unter Kosta Runjaic stellte sich Erfolg ein. So schafften die 98er bereits 2010/11 durch eine Serie von neun Siegen an den letzten neun Spieltagen überraschend den Aufstieg in die 3. Liga. Das entscheidende 4:0 am letzten Spieltag gegen den FC Memmingen verfolgten 17.000 Zuschauer im Stadion, zudem wurde die Partie live im Hessischen Rundfunk ausgestrahlt.
Die ersten Spiele der Lilien in der Drittligasaison 2011/12 wurden von großer Euphorie begleitet, begünstigt durch einen 5:1-Sieg der 98er gegen den Aufstiegskandidaten Arminia Bielefeld. Am 2. Oktober 2011, dem 12. Spieltag, war das Böllenfalltorstadion zum Derby des SV 98 gegen Kickers Offenbach ausverkauft, ehe am drittletzten Spieltag den Lilien mit einem 3:1-Erfolg gegen den SV Babelsberg 03 der vorzeitige Klassenerhalt gelang. In der Saison 2012/13 rutschten sie unter Trainer Runjaic nach acht absolvierten Ligaspielen auf einen Abstiegsplatz. Runjaic wechselte am 3. September 2012 zum Zweitligisten MSV Duisburg. Am 5. September 2012 wurde Jürgen Seeberger als neuer Coach des SV 98 vorgestellt, unter dessen Leitung nur zehn Punkte in 13 Spielen geholt wurden, was den letzten Tabellenplatz zur Folge hatte. Am 17. Dezember 2012, unmittelbar nach dem letzten Spiel vor der Winterpause 2012/13, der 0:3-Niederlage bei Preußen Münster, gab der Verein Seebergers Entlassung bekannt. Am 28. Dezember 2012 wurde Dirk Schuster als neuer Trainer vorgestellt, unter dessen Leitung sich die Lage besserte und die Darmstädter vom 20. Tabellenplatz aus dem rettenden Ufer immer näher kamen. Das Saisonfinale 2012/13 lief auf ein „Endspiel“ am letzten Spieltag (18. Mai 2013) ausgerechnet gegen Schusters Verein der Hinrunde, die Stuttgarter Kickers, hinaus. Der Sieger der Partie hätte sich in jedem Fall den Klassenerhalt gesichert. Vor 13.600 Zuschauern endete das Spiel 1:1, was zwar den Stuttgartern, jedoch nach den Ergebnissen von den anderen Plätzen nicht dem SV 98 ausreichte. Doch trotz des sportlich verfehlten Klassenerhalts blieben die Lilien in der 3. Liga, da sie für Kickers Offenbach nachrückten, das keine Lizenz für die Dritte Liga erhielt.
In der Drittligasaison 2013/14 sorgten die Lilien zunächst in der 1. Runde des DFB-Pokals mit einem 5:4-Sieg nach Elfmeterschießen gegen den Bundesligisten Borussia Mönchengladbach für Schlagzeilen, mussten sich dann aber im Spiel der 2. Runde gegen den FC Schalke 04, das live im Ersten zur Hauptsendezeit übertragen wurde, mit 1:3 geschlagen geben. In der Meisterschaft zeigte die Mannschaft des Vorjahresabsteigers überraschend starke Leistungen, an denen der Stürmer Dominik Stroh-Engel mit 27 Drittligatoren in 34 Ligaspielen großen Anteil hatte und damit auch zum Rekordtorjäger der Drittliga-Geschichte wurde. Bis zum vorletzten Spieltag hielten sich die 98er die Möglichkeit offen, als Zweitplatzierter direkt aufzusteigen, sodass aufgrund des gewachsenen Interesses am Verein fast jedes Ligaspiel des SV 98 im letzten Saisondrittel live im TV und im Internet per Livestream, meist vom HR, ausgestrahlt wurde. Nach 38 Spieltagen belegten die Lilien den 3. Tabellenplatz, der zur Teilnahme an der Aufstiegsrelegation zur 2. Bundesliga berechtigt, in der sie auf den Drittletzten der 2. Bundesliga 2013/14, Arminia Bielefeld trafen – beide Spiele wurden vom HR sowie vom WDR live im TV übertragen. Das Hinspiel am Böllenfalltor verlor die Mannschaft mit 1:3, im Rückspiel auf der Bielefelder Alm konnten die Darmstädter das Hinspielergebnis zunächst egalisieren; sie gewannen in der Nachspielzeit der Verlängerung schließlich mit 4:2 durch ein Tor von Elton da Costa in der 120+2. Minute. Mit diesem überraschenden Erfolg stieg der SV 98 nach 21 Jahren wieder in die 2. Bundesliga auf und er sorgte aufgrund der Dramatik und Spannung der Relegation, vor allem der Entscheidung in den letzten Minuten der Verlängerung, für bundesweite Aufmerksamkeit.

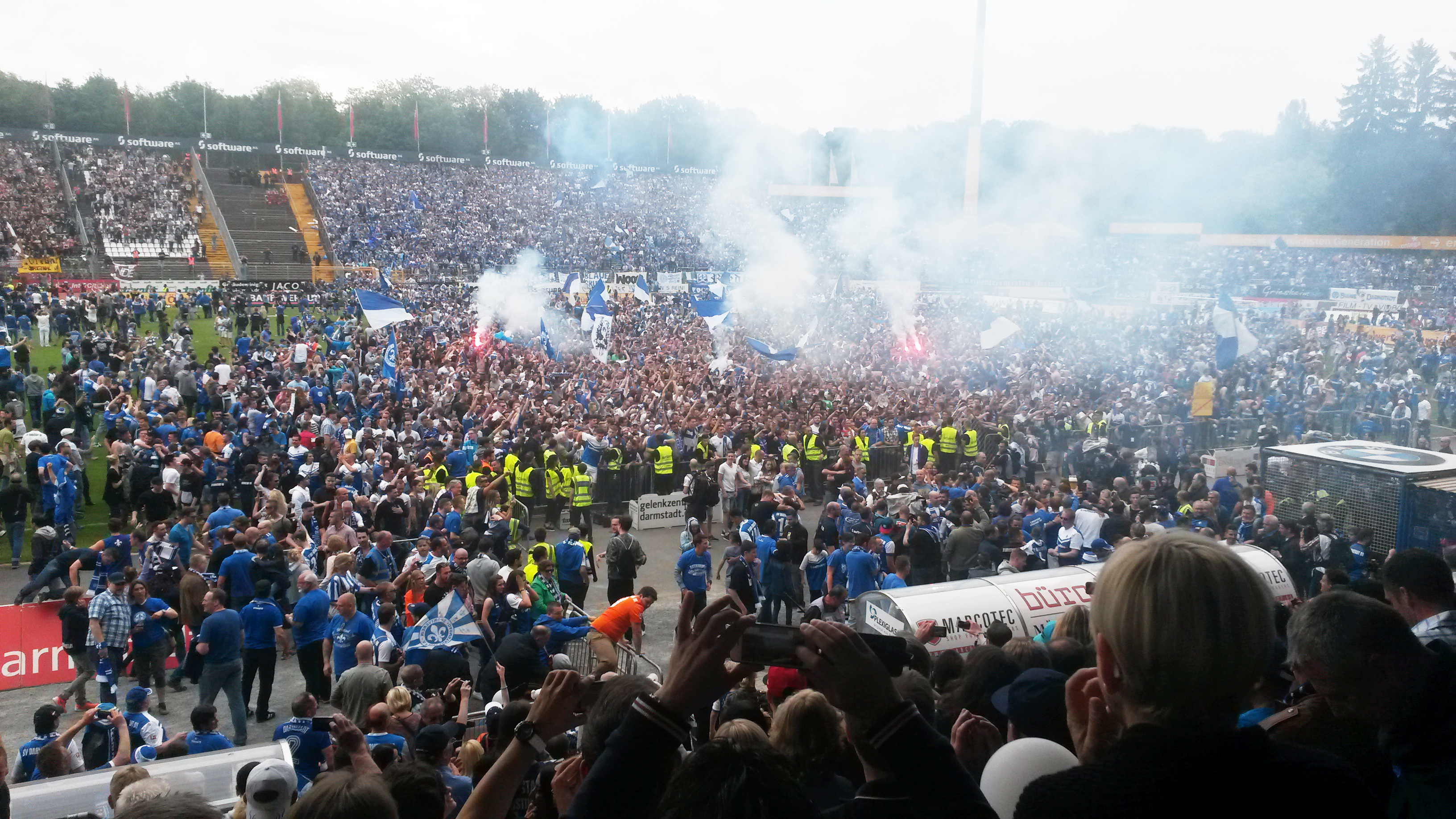
Das Stadion am Böllenfalltor nach dem Bundesligaaufstieg am 24. Mai 2015

Nach dem Aufstieg wurden die Lilien auch regional deutlich positiver wahrgenommen. Das Chemie- und Pharmaunternehmen Merck stieg als Namenssponsor der Darmstädter Spielstätte ein, sodass das Stadion am Böllenfalltor offiziell in Merck-Stadion am Böllenfalltor umbenannt wurde. Als Aufsteiger gelang Darmstadt 2014/15 eine überzeugende Saison. Nachdem man in der 1. Runde des DFB-Pokals erst im Elfmeterschießen gegen den späteren Pokalsieger VfL Wolfsburg unterlegen war, setzten sich die 98er nach elf Spieltagen auf den ersten vier Tabellenplätzen fest, die sie bis zum Ende der Saison nicht mehr verließen. Nach den Schlüsselsiegen über die direkten Aufstiegskonkurrenten 1. FC Kaiserslautern und Karlsruher SC an den letzten vier Spieltagen gelang am letzten Spieltag mit einem 1:0-Sieg über den FC St. Pauli durch einen von Tobias Kempe direkt verwandelten Freistoß schließlich der Durchmarsch in die oberste Spielklasse, womit die Lilien nach 33 Jahren wieder erstklassig wurden. Und das als erster Verein, der mit nur 44 geschossenen Toren direkt in die Bundesliga aufgestiegen ist, und zudem als erst siebter Verein, dem ein solcher Durchmarsch gelungen ist. Dabei hatte der SV 98 in der Saison 2014/15 mit etwa 5 Mio. € das niedrigste Budget und den kleinsten Kader der Liga.
In der Bundesligasaison 2015/16, Darmstadts dritter Spielzeit in der Bundesliga, starteten die Lilien mit drei Unentschieden und einem 1:0-Auswärtssieg bei Bayer 04 Leverkusen, ehe der FC Bayern München am 5. Spieltag die erste Saisonniederlage zufügte. Im DFB-Pokal schied man im Achtelfinale mit 0:1, ebenfalls gegen die Bayern aus, nachdem man sich in der 2. Pokalrunde noch 2:1 gegen Ligakonkurrent Hannover 96 hatte durchsetzen können. Am 8. März 2016 verstarb der langjährige Lilienfan Jonathan Heimes, dessen „Du musst kämpfen“-Kampagne in den Vorjahren Solidarität von Fans, Trainerteam und Spielern erfuhr, im Kampf gegen den Krebs. Mit einer deutlichen Heimschwäche, aber einer sensationellen Auswärtsbilanz sammelte der SV Darmstadt 98 über die gesamte Bundesligasaison beständig Punkte, für die neben dem Top-Torschützen Sandro Wagner auch der Kapitän und Innenverteidiger Aytaç Sulu mit 7 Toren, allesamt auswärts erzielt (zudem 6 der 7 Tore per Kopf, nur zu Gast bei Borussia Dortmund mit dem Fuß) großen Anteil hatte, ehe am vorletzten Spieltag, am 7. Mai 2016, mit einem 2:1-Auswärtserfolg gegen Hertha BSC der geschaffte Klassenerhalt im Olympiastadion Berlin gefeiert werden konnte. Mit Platz 14 war Darmstadt 98 in dieser Saison damit auch erstmals bestplatzierter hessischer Fußballverein.
Im Anschluss an den geglückten Klassenerhalt in der Bundesliga verkündete Dirk Schuster seinen Wechsel zum FC Augsburg, sodass die Lilien mit dem neuen Trainer Norbert Meier in die Bundesligasaison 2016/17 starteten. Dieser gestaltete den Kader mit insgesamt 18 Abgängen und 18 Zugängen stark um, wobei der SVD mit Roman Bezjak erstmals eine Millionensumme (zwei Millionen-Euro) für einen Spieler ausgab. Meier konnte damit jedoch in seinen ersten 12 Spielen nur 8 Punkte holen. Nach fünf Niederlagen in Folge, darunter gegen die direkten Konkurrenten um den Klassenerhalt Hamburger SV und FC Ingolstadt 04, sowie dem Ausscheiden aus dem DFB-Pokal in der 2. Runde gegen den Regionalligisten FC-Astoria Walldorf wurde Norbert Meier am 5. Dezember 2016 entlassen. Ihm folgten Manager Holger Fach und Co-Trainer Frank Heinemann. Für die letzten drei Spiele des Kalenderjahres übernahm der sportliche Leiter des Leistungszentrums der Lilien Ramon Berndroth übergangsweise die Leitung der Mannschaft. Am 27. Dezember 2016 wurde der ehemalige Nationalspieler Torsten Frings als neuer Cheftrainer vorgestellt, der den SV 98 trotz erkennbaren Aufwärtstrends gegenüber der ersten Saisonhälfte nicht in der Bundesliga halten konnte: So stand am 6. Mai 2017, dem drittletzten Spieltag, nach der 0:1-Niederlage beim FC Bayern München, der Abstieg in die 2. Bundesliga fest.

### Seit 2017: Etablierung in der 1. und 2. Bundesliga
| Saison  | Liga          | Platz | Tore  | Punkte | ø Zuschauer | DFB-Pokal    | Kader |
| ------- | ------------- | ----- | ----- | ------ | ----------- | ------------ | ----- |
| 2017/18 | 2. Bundesliga | 10    | 47:45 | 43     | 15.964      | 1. Runde     | Kader |
| 2018/19 | 2. Bundesliga | 10    | 45:53 | 46     | 13.369      | 2. Runde     | Kader |
| 2019/20 | 2. Bundesliga | 05    | 48:43 | 52     | 10.948      | 2. Runde     | Kader |
| 2020/21 | 2. Bundesliga | 07    | 63:55 | 51     | .00101      | Achtelfinale | Kader |
| 2021/22 | 2. Bundesliga | 04    | 71:46 | 60     | 09.414      | 1. Runde     | Kader |
| 2022/23 | 2. Bundesliga | 02    | 50:33 | 67     | 15.685      | Achtelfinale | Kader |
| 2023/24 | Bundesliga    | 18    | 30:86 | 17     | 17.718      | 1. Runde     | Kader |
| 2024/25 | 2. Bundesliga | 12    | 56:55 | 42     | 23.467      | Achtelfinale | Kader |
| 2025/26 | 2. Bundesliga |       |       |        |             |              | Kader |

Nach einem guten Start in die Zweitligasaison 2017/18 wurden am 5. September 2017 die Verträge vom gesamten Trainerteam um Torsten Frings zunächst bis 2020 verlängert, ehe anschließend eine sportliche Negativ-Serie die Lilien von der Aufstiegs- bis hinunter in die Abstiegszone der 2. Bundesliga beförderte. Nach elf Spielen ohne Sieg wurde am 9. Dezember 2017 die Trennung von Trainer Frings und dem Trainerteam vollzogen, den Trainerposten übernahm im Anschluss der zurückkehrende Dirk Schuster. Die Leistung und der Punkteertrag kehrte nur allmählich zurück, doch nach Aufenthalt auf den Abstiegsplätzen von Dezember 2017 bis Mai 2018 konnte mit elf Spielen ohne Niederlage in Serie an den letzten elf Spieltagen schlussendlich am 13. Mai 2018, dem letzten Spieltag, mit einem 1:0 gegen den direkten Konkurrenten FC Erzgebirge Aue der Klassenerhalt perfekt gemacht werden. Aufgrund der eng beieinander stehenden Tabellenkonstellation wurde die Saison sogar noch auf dem 10. Platz abgeschlossen.

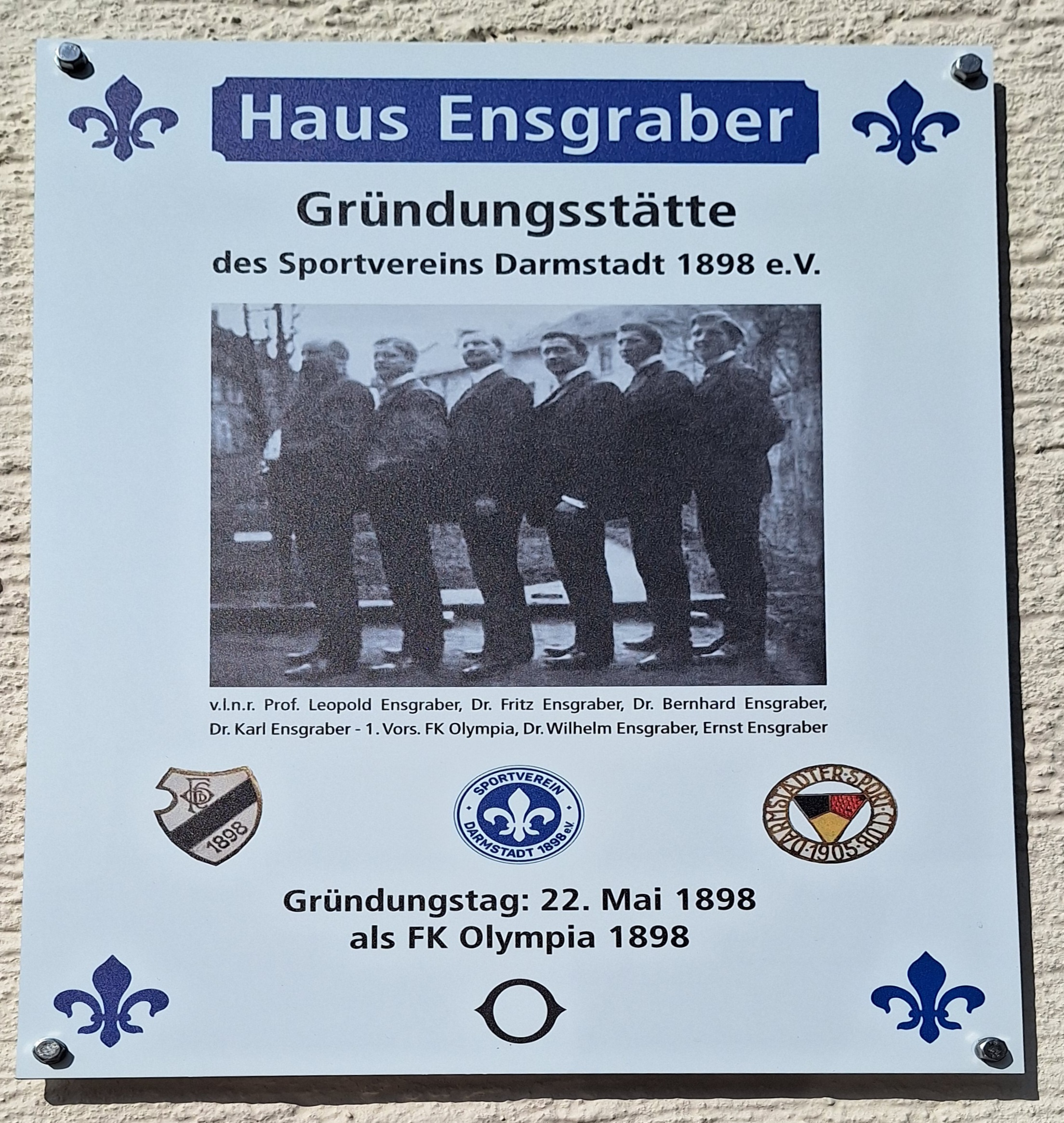
„Haus Ensgraber“: Erinnerungsplakette am Schloßgartenplatz, dem Gründungsort des Vorgängervereins, welche anlässlich des 125. Vereinsjubiläums angebracht wurde.

In der Saison 2018/19 wurde der Vertrag mit Trainer Schuster zum 18. Februar 2019 wegen anhaltenden Abstiegssorgen aufgelöst. Nachdem Interimstrainer Kai Peter Schmitz ein Spiel leitete, übernahm Dimitrios Grammozis den Trainerposten und konnte durch eine gute Rückrunde den vorzeitigen Klassenerhalt am drittletzten Spieltag erreichen. Wieder wurde die Saison mit Tabellenplatz 10 abgeschlossen. Die Saison 2019/20, die ab März 2020 aufgrund des Coronavirus monatelang unterbrochen war und ab Mitte Mai 2020 ohne Zuschauer fortgesetzt wurde, schloss der SV98 auf dem 5. Tabellenplatz ab. Nachdem Verhandlungen bezüglich der Vertragsverlängerung von Trainer Dimitrios Grammozis zu keinem Ergebnis führten, stellte der Verein im April 2020 Markus Anfang als neuen Cheftrainer für die Saison 2020/21 vor. Mit diesem schied die Mannschaft im Achtelfinale des DFB-Pokals gegen Holstein Kiel im Elfmeterschießen aus. Die Liga wurde auf Platz 7 abgeschlossen und die Südhessen spielten punktmäßig die beste Zweitliga-Rückrunde der Vereinsgeschichte. Serdar Dursun wurde mit 27 Treffern zudem Torschützenkönig der 2. Bundesliga und war damit erst der zweite Zweitliga-Torschützenkönig der Lilien nach Horst Neumann, der in der Saison 1980/81 diese Auszeichnung mit 26 Treffern erhielt. Nach Saisonende wechselte Anfang zu Werder Bremen. Sein Nachfolger wurde Torsten Lieberknecht, der einen Vertrag bis 2023 unterschrieb. In der Saison 2021/22 schied die Mannschaft bereits in der 1. Runde des DFB-Pokals gegen den TSV 1860 München aus. Am 13. Februar 2022 übernahm erneut Kai Peter Schmitz eine Partie als Cheftrainer gegen Hannover 96, nachdem sich der eigentliche Cheftrainer Lieberknecht und dessen Co-Trainer Ovid Hajou mit Covid-19 infiziert hatten. Nach guten Leistungen hielt man sich bis zum letzten Spieltag einen möglichen Aufstieg in die 1. Bundesliga offen, jedoch wurde trotz eines 3:0-Siegs gegen den SC Paderborn 07 nur der 4. Tabellenplatz erzielt, da die direkten Aufstiegskonkurrenten Werder Bremen und Hamburger SV ebenfalls ihre Spiele des letzten Spieltages gewannen und Darmstadt punktgleich mit dem drittplatzierten HSV aufgrund der Tordifferenz die Aufstiegsrelegation verpasste. Zu Beginn der Saison 2022/23 wechselte mit Oscar Vilhelmsson zum zweiten Mal in der Geschichte des Vereins ein Spieler für eine Millionensumme (1,5 Millionen-Euro Ablöse) nach Darmstadt. Die Hinrunde beendete die Mannschaft auf dem ersten Tabellenplatz, wobei die Südhessen in allen Heimspielen ungeschlagen blieben. Im Achtelfinale des DFB-Pokals unterlag der Verein im Hessen-Derby gegen Eintracht Frankfurt mit 4:2 und schied damit aus dem Wettbewerb aus. Am vorletzten Spieltag der Saison erreichten die Südhessen den vierten Aufstieg in die 1. Bundesliga durch einen 1:0-Sieg gegen den 1. FC Magdeburg. Nachdem die Lilien vom 15. Oktober 2022 bis zum letzten Spieltag am 28. Mai 2023 den ersten Tabellenrang belegten, wurden nach Abpfiff des letzten Spieles, einer Niederlage gegen die SpVgg Greuther Fürth, noch zwei Tore vom 1. FC Heidenheim im Parallelspiel erzielt, womit die Darmstädter nach Abpfiff noch auf den zweiten Tabellenplatz abrutschten.
Die Bundesligasaison 2023/24 gestaltete sich wie zu Erwarten von Beginn an als ein Kampf um den Klassenerhalt. Zwar hatte man nach dem 7. Spieltag mit 7 Punkten zwischenzeitlich den 11. Tabellenplatz erreicht, rutschte dann jedoch, auch aufgrund einer Sieglos-Serie vom 7. Oktober 2023 (2:1 gegen den FC Augsburg) bis zum 20. April 2024 (2:0 gegen den 1. FC Köln) und hohen Niederlagen (0:8 gegen den FC Bayern München, 0:6 gegen den FC Augsburg sowie die TSG 1899 Hoffenheim) kontinuierlich auf den 18. und damit letzten Tabellenplatz ab, wo man vorzeitig als erster Absteiger mit am Saisonende 17 Punkten und einer Tordifferenz von 30:86 feststand. Cheftrainer Torsten Lieberknecht wurde dabei das Vertrauen geschenkt, seine Arbeit bei den Lilien auch in der Zweitligasaison 2024/25 fortzusetzen. Doch nach vier Spieltagen, davon ein Unentschieden und drei Niederlagen, trat Lieberknecht nach einem 0:4 gegen den SV Elversberg schließlich am 1. September 2024 von seiner Trainertätigkeit bei den Lilien zurück und Florian Kohfeldt wurde ab dem 7. September 2024 sein Nachfolger. Die Mannschaft erreichte das Achtelfinale DFB-Pokals und schied gegen Kohfeldts Ex-Club Werder Bremen mit 0:1 im Weserstadion aus. Es wurden unter anderem deutliche 5:1-Siege gegen den späteren Zweitligameister 1. FC Köln und gegen den 1. FC Kaiserslautern sowie die SpVgg Greuther Fürth erzielt. Am 26. April 2025 konnte mit einem 1:1 bei Preußen Münster der vorzeitige Klassenerhalt zum 31. Spieltag perfekt gemacht werden, am letzten Spieltag am 18. Mai 2025 wurde bei einem 3:1-Sieg gegen den SSV Jahn Regensburg der langjährige Lilienspieler Tobias Kempe, der in dieser Partie als Kapitän auflief, feierlich verabschiedet. Nach 11 Siegen, 8 Unentschieden und 11 Niederlagen unter Kohfeldt erreichte Darmstadt am Ende der Saison den 12. Tabellenplatz.

## Sportlicher Verlauf
In der Ewigen Bundesligatabelle belegen die Darmstädter Platz 41. In den bislang 5 Spielzeiten und 170 Spielen wurden 31 gewonnen, 41 endeten unentschieden und 98 Spiele gingen verloren. Das Torverhältnis beträgt dabei 182:359.
In der Ewigen Tabelle der 2. Bundesliga sind die Lilien auf Platz 6 zu finden. Aus 922 Spielen in 25 Spielzeiten holte der Verein 387 Siege, 233 Unentschieden und 302 Niederlagen bei einem Torverhältnis von 1481:1285 (Stand: 19. Mai 2025).

### Erfolge
- Süddeutscher Meister: 1973, 1978, 1981, 2011
- Hessischer Meister: 1950, 1962, 1964, 1971, 1999, 2004, 2008
- Hessenpokal-Sieger: 1966 (Amateure), 1999, 2001, 2006, 2007, 2008, 2013
- Meister der 2. Bundesliga: 1978, 1981
- Aufstieg in die Bundesliga: 1978, 1981, 2015, 2023
- Aufstieg in die 2. Bundesliga: 1974, 2014
- Aufstieg in die 3. Liga: 2011

### DFB-Pokal

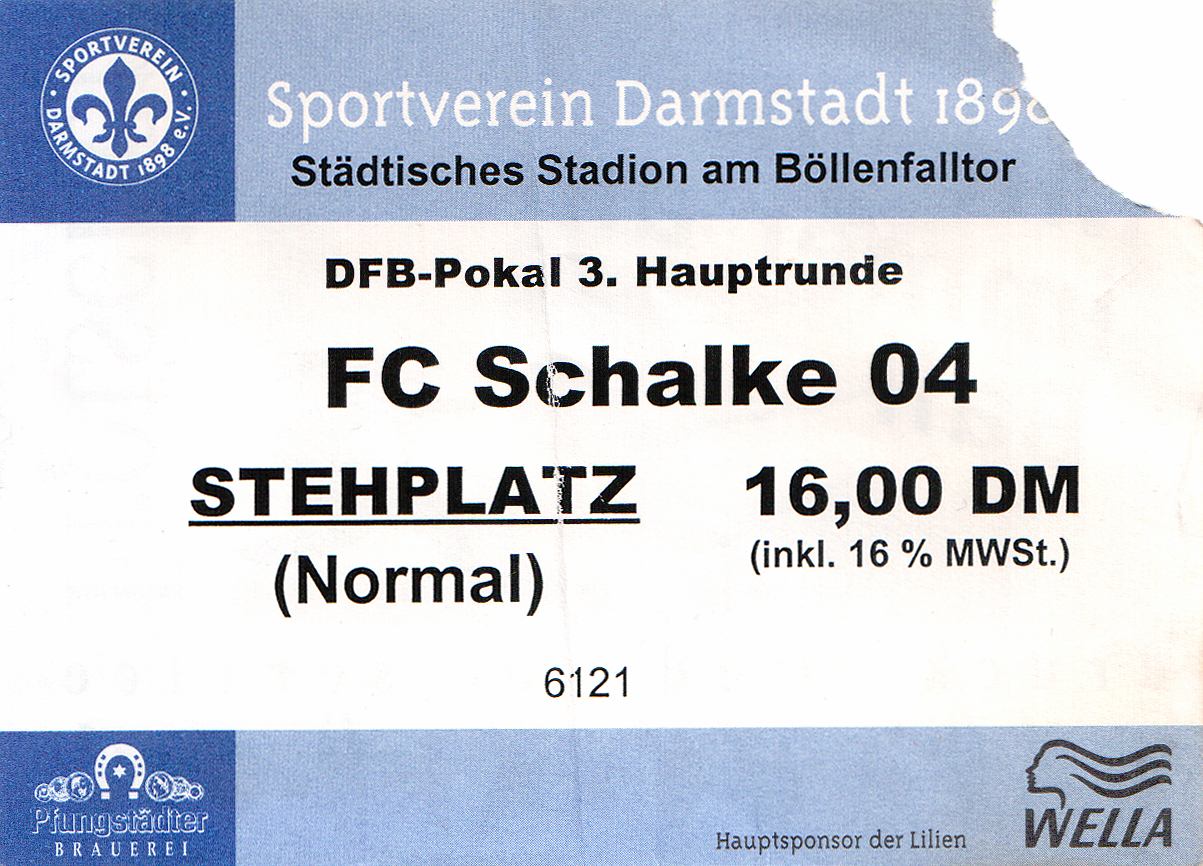
Eintrittskarte für die 3. Runde des DFB-Pokals gegen den späteren Pokalsieger Schalke 04 aus der Saison 2001/02

Der größte Erfolg in diesem Wettbewerb, der Einzug ins Viertelfinale, datiert aus der Saison 1986/87. Die Lilien schafften es zuletzt in der Saison 2022/23 ins Achtelfinale des DFB-Pokals. Den höchsten Sieg erzielten die Lilien 1980 beim 10:0 gegen die Amateure des FSV Hemmersdorf. Dreimal mussten sich die Lilien mit fünf Toren Unterschied geschlagen geben, davon zweimal bei Werder Bremen (jeweils 0:5) und zuletzt 1988/89 in Köln beim 1. FC (1:6). Eine Entscheidung im Elfmeterschießen gab es dreimal in der Pokalgeschichte. 2001/02 wurde der Bundesligist SC Freiburg am Böllenfalltor mit 6:4 besiegt, ein weiterer Sieg folgte in der Saison 2013/14 ebenfalls gegen einen Bundesligisten: Mit einem 5:4 wurde Borussia Mönchengladbach geschlagen. Das Spiel der 2. Runde gegen FC Schalke 04 (1:3) wurde live in der ARD zur Hauptsendezeit ausgestrahlt. In der 2. Runde des DFB-Pokals 2022/23 traf man erneut am Böllenfalltor auf Borussia Mönchengladbach. Der 2:1-Heimsieg wurde live in der ARD zur Hauptsendezeit übertragen.
Vor dem Aufstieg in die 2. Bundesliga mussten sich die Lilien über den Hessenpokal für den DFB-Pokal qualifizieren. Für den Hessenpokal war der SV 98 als Drittligist automatisch qualifiziert, zu Ober- und Regionalligazeiten musste sich der Verein zunächst mit dem Sieg im Regionalpokal (ehemals Bezirkspokal) für den Hessenpokal qualifizieren. Doch um am Regionalpokal teilnehmen zu können, war wiederum der Sieg im Kreispokal der Vorsaison nötig. Bis auf eine Ausnahme schafften es die 98er immer, sich für den Hessenpokal zu qualifizieren; am 20. April 2010 unterlag man unter Živojin Juškić als Regionalligist dem Gruppenligisten Germania Pfungstadt im Halbfinale des Kreispokals mit 5:6 nach Elfmeterschießen. Mit diesem Ausscheiden im Kreispokal 2009/10 war keine Teilnahme am Regionalpokal 2010/11 möglich, damit auch der Hessenpokal 2010/11 verbaut und die Teilnahme am DFB-Pokal 2011/12 ausgeschlossen. In der Saison 2022/23 erreichte der Verein nach Spielen gegen Drittligist FC Ingolstadt 04 (3:0) und Erstligist Borussia Mönchengladbach (2:1) das Achtelfinale gegen die Eintracht Frankfurt, das mit 4:2 im Deutschen Bank Park verloren wurde. Dabei wurde sowohl das Spiel gegen Mönchengladbach als auch gegen Frankfurt live in der ARD zur Hauptsendezeit übertragen.

## Personalien

### Vereinspräsidenten
Die Tabelle listet alle Präsidenten des Vereins seit Vereinsgründung 1898 auf.
| Name des Präsidenten  | Geburtsdatum | Präsident von | Präsident bis |
| --------------------- | ------------ | ------------- | ------------- |
| Karl Ensgraber        | 08.12.1881   | 1898          | 1905          |
| Paul Fricker          | unbekannt    | 1905          | 1914          |
| Ludwig Jubitz         | 02.08.1889   | 1919          | 1920          |
| Franz Schmitt         | 23.10.1888   | 1920          | 1922          |
| Ernst Mickel          | 23.10.1882   | 1922          | 1928          |
| Karl Heß              | 13.01.1900   | 1928          | 1933          |
| Ernst Wöbke           | 03.04.1885   | 1933          | 1934          |
| Peter Reuter          | 27.08.1895   | 1934          | 1936          |
| Rudolf Veith          | 21.06.1888   | 1936          | 1939          |
| Karl Grünewald        | 05.06.1889   | 1939          | 1945          |
| Joseph Richter        | 25.12.1907   | 1945          | 1948          |
| Karl Grünewald        | 05.06.1889   | 1948          | 1962          |
| Adam Keck             | 23.11.1913   | 1962          | 1968          |
| Jakob Wilhelm Mengler | 26.01.1915   | 1968          | 1976          |
| Georg Schäfer         | 02.05.1919   | 1976          | 1982          |
| Werner Lampert        | 26.05.1932   | 1982          | 1983          |
| Horst Rödel           | 07.08.1935   | 1983          | 1985          |
| Hans-Joachim Schmitt  | 05.01.1937   | 1985          | 1989          |
| Walter Kröger         | 03.07.1934   | 1989          | 1990          |
| Walter Grimm          | 28.06.1939   | 1991          | 2006          |
| Karl-Heinz Wandrey    | 03.03.1928   | 2006          | 2007          |
| Hans Kessler          | 03.08.1949   | 2007          | 2012          |
| Rüdiger Fritsch       | 10.07.1961   | 2012          | aktiv         |

### Trainer
Die Tabelle listet alle Trainer des Vereins seit 1945 auf.
| Name des Trainers      | Geburtsdatum | Trainer von | Trainer bis | Auf- und Abstiege                                                                                             |
| ---------------------- | ------------ | ----------- | ----------- | --- |
| Adam Keck              | 23.11.1913   | 1945        | 14.09.1950  | Aufstieg in die Oberliga Süd 1950                                                                             |
| Bohuslav Snopek        | 23.02.1909   | 19.09.1950  | 09.1951     | Abstieg in die 2. Liga Süd 1951                                                                               |
| Fritz Meusel           | 30.09.1921   | 09.1951     | 11.1951     | |
| Rudolf Gramlich        | 06.06.1908   | 11.1951     | 03.1952     | |
| Lothar Schröder        | unbekannt    | 03.1952     | 1953        | |
| Karl Vetter            | unbekannt    | 1953        | 02.1955     | |
| Hermann Schmidtmer     | 21.02.1920   | 02.1955     | 30.06.1956  | |
| Ludwig Kolb            | unbekannt    | 07.1956     | 1959        | |
| Adolf Schmidt          | unbekannt    | 1959        | 1961        | Abstieg in die Amateurliga Hessen 1961                                                                        |
| Ernst Lehner           | 07.11.1912   | 1961        | 02.1966     | Aufstieg in die 2. Liga Süd 1962 Abstieg in die Amateurliga Hessen 1963 Aufstieg in die Regionalliga Süd 1964 |
| Albert Thalheimer      | 01.04.1927   | 02.1966     | 31.10.1966  | |
| Hermann Schmidtmer     | 21.02.1920   | 31.10.1966  | 30.06.1967  | |
| Radoslav Momirski      | 04.09.1919   | 07.1967     | 1968        | |
| Heinz Lucas            | 10.08.1920   | 1968        | 1970        | Abstieg in die Amateurliga Hessen 1970                                                                        |
| Adolf Schmidt          | unbekannt    | 1970        | 10.1970     | |
| Wolfgang Solz          | 12.02.1940   | 10.1970     | 30.06.1971  | Aufstieg in die Regionalliga Süd 1971                                                                         |
| Udo Klug               | 21.07.1928   | 01.07.1971  | 09.11.1976  | |
| Lothar Buchmann        | 15.08.1936   | 15.11.1976  | 07.04.1979  | Aufstieg in die 1. Bundesliga 1978                                                                            |
| Klaus Schlappner       | 22.05.1940   | 18.04.1979  | 30.06.1979  | Abstieg in die 2. Bundesliga 1979                                                                             |
| Jörg Berger            | 13.10.1944   | 01.07.1979  | 18.01.1980  | |
| Werner Olk             | 18.01.1938   | 21.01.1980  | 13.03.1982  | Aufstieg in die 1. Bundesliga 1981                                                                            |
| Manfred Krafft         | 11.12.1937   | 22.03.1982  | 30.06.1983  | Abstieg in die 2. Bundesliga 1982                                                                             |
| Timo Zahnleiter        | 16.12.1948   | 01.07.1983  | 13.04.1984  | |
| Lothar Kleim           | 27.10.1936   | 14.03.1984  | 23.09.1984  | |
| Udo Klug               | 21.07.1928   | 27.09.1984  | 29.08.1986  | |
| Eckhard Krautzun       | 13.01.1941   | 09.09.1986  | 09.06.1987  | |
| Uwe Ebert              | 06.03.1945   | 10.06.1987  | 30.06.1987  | |
| Klaus Schlappner       | 22.05.1940   | 01.07.1987  | 30.06.1988  | |
| Werner Olk             | 18.01.1938   | 01.07.1988  | 17.11.1988  | |
| Rainer Scholz          | 03.09.1954   | 18.11.1988  | 02.03.1989  | |
| Eckhard Krautzun       | 13.01.1941   | 03.03.1989  | 30.06.1989  | |
| Dieter Renner          | 18.12.1949   | 05.07.1989  | 31.03.1990  | |
| Uwe Klimaschefski      | 11.12.1938   | 03.04.1990  | 06.04.1990  | |
| Uwe Ebert              | 06.03.1945   | 07.04.1990  | 18.05.1990  | |
| Slobodan Čendić        | 28.08.1938   | 01.06.1990  | 13.06.1990  | |
| Jürgen Sparwasser      | 04.06.1948   | 21.06.1990  | 05.11.1991  | |
| Uwe Ebert              | 06.03.1945   | 06.11.1991  | 15.12.1991  | |
| Rainer Scholz          | 03.09.1954   | 01.01.1992  | 31.08.1992  | |
| Gernot Lutz            | 17.07.1960   | 01.09.1992  | 21.09.1992  | |
| Aleksander Mandziara   | 16.08.1940   | 22.09.1992  | 30.06.1993  | Abstieg in die Oberliga Hessen 1993                                                                           |
| Gernot Lutz            | 17.07.1960   | 01.07.1993  | 20.02.1994  | |
| Gerhard Kleppinger     | 01.03.1958   | 21.02.1994  | 01.05.1996  | Aufstieg in die Regionalliga Süd 1994                                                                         |
| Max Reichenberger      | 24.01.1948   | 03.05.1996  | 10.10.1996  | |
| Martin Bremer          | 11.05.1954   | 11.10.1996  | 16.10.1996  | |
| Lothar Buchmann        | 15.08.1936   | 17.10.1996  | 17.05.1998  | Abstieg in die Oberliga Hessen 1998                                                                           |
| Slavko Petrović        | 10.08.1958   | 18.05.1998  | 12.10.1999  | Aufstieg in die Regionalliga Süd 1999                                                                         |
| Eckhard Krautzun       | 13.01.1941   | 12.10.1999  | 27.05.2000  | |
| Michael Feichtenbeiner | 09.07.1960   | 27.05.2000  | 23.04.2002  | |
| Hans Werner Moser      | 24.09.1965   | 21.05.2002  | 09.04.2003  | |
| Bruno Labbadia         | 08.02.1966   | 28.05.2003  | 31.06.2006  | Abstieg in die Oberliga Hessen 2003 Aufstieg in die Regionalliga Süd 2004                                     |
| Gino Lettieri          | 23.12.1966   | 01.07.2006  | 05.10.2006  | |
| Gerhard Kleppinger     | 01.03.1958   | 06.10.2006  | 20.04.2009  | Abstieg in die Oberliga Hessen 2007 Aufstieg in die Regionalliga Süd 2008                                     |
| Živojin Juškić         | 16.12.1969   | 21.04.2009  | 20.03.2010  | |
| Kosta Runjaic          | 04.06.1971   | 23.03.2010  | 03.09.2012  | Aufstieg in die 3. Liga 2011                                                                                  |
| Jürgen Seeberger       | 25.03.1965   | 05.09.2012  | 17.12.2012  | |
| Dirk Schuster          | 29.12.1967   | 28.12.2012  | 02.06.2016  | Aufstieg in die 2. Bundesliga 2014 Aufstieg in die 1. Bundesliga 2015                                         |
| Norbert Meier          | 20.09.1958   | 10.06.2016  | 05.12.2016  | |
| Ramon Berndroth        | 24.03.1952   | 05.12.2016  | 27.12.2016  | |
| Torsten Frings         | 22.11.1976   | 27.12.2016  | 09.12.2017  | Abstieg in die 2. Bundesliga 2017                                                                             |
| Dirk Schuster          | 29.12.1967   | 11.12.2017  | 18.02.2019  | |
| Kai Peter Schmitz      | 07.07.1971   | 18.02.2019  | 23.02.2019  | |
| Dimitrios Grammozis    | 08.07.1978   | 24.02.2019  | 30.06.2020  | |
| Markus Anfang          | 12.06.1974   | 01.07.2020  | 01.06.2021  | |
| Torsten Lieberknecht   | 01.08.1973   | 08.06.2021  | 01.09.2024  | Aufstieg in die 1. Bundesliga 2023 Abstieg in die 2. Bundesliga 2024                                          |
| Florian Kohfeldt       | 08.10.1982   | 07.09.2024  |             | |

### Aktuelle sportliche Leitung und Vereinsführung
| Name                                | Funktion                                                   |
| Trainer- und Betreuerstab           | Trainer- und Betreuerstab                                  |
| ----------------------------------- | ---------------------------------------------------------- |
| Florian Kohfeldt                    | Cheftrainer                                                |
| Darius Scholtysik                   | Co-Trainer                                                 |
| Martin Heck                         | Co-Trainer                                                 |
| Alexander Kynaß                     | Torwart-Trainer                                            |
| Alexander Ryan                      | Athletiktrainer                                            |
| Christopher Busse                   | Athletiktrainer                                            |
| Florian Bauer                       | Athletiktrainer                                            |
| Immanuel Höhn                       | Videoanalyse                                               |
| Maximilian Kohl                     |                                                            |
| Johannes Behlau                     |                                                            |
| Jonas Nietzel                       | Teammanager                                                |
| Michael Richter                     | Teambetreuer                                               |
| Oliver Zach                         | Teambetreuer                                               |
| Morris Sepoetro                     | Physiotherapeuten                                          |
| Maximilian Schubert                 | Physiotherapeuten                                          |
| Katrin Herbig                       | Physiotherapeuten                                          |
| Dr. Philip Jessen                   | Mannschaftsärzte                                           |
| Dr. Alexander Lesch                 | Mannschaftsärzte                                           |
| Dr. Mareike Großhauser              | Ernährungsberatung                                         |
| Sportliche Leitung und Organisation |                                                            |
| Paul Fernie                         | Sportdirektor                                              |
| Michael Stegmayer                   | Leiter Organisation Lizenzspielerabteilung                 |
| Philipp Gründler                    | Leiter Kaderplanung & Live-Scouting                        |
| Präsidium                           |                                                            |
| Rüdiger Fritsch                     | Präsident                                                  |
| Markus Pfitzner                     | Vize-Präsident                                             |
| Volker Harr                         | Vize-Präsident                                             |
| Anne Baumann                        | Finanzen                                                   |
| Wolfgang Arnold                     | Amateurabteilungen, Infrastruktur, Logistik und Sicherheit |
| Uwe Kuhl                            | Sportliche Entwicklung und Nachwuchsleistungszentrum       |
| Geschäftsstelle                     |                                                            |
| Michael Weilguny                    | Kaufmännischer Geschäftsführer                             |
| Martin Kowalewski                   | Geschäftsführer Marketing & Vertrieb                       |
| Tom Eilers                          | Geschäftsführer Lizenzspielerbereich                       |
| Daniel Wurtz                        | Leiter Finanzen, Controlling & Personal                    |
| Florian Holzbrecher                 | Leitung Event & CSR                                        |
| Jonas Duttine                       | Leitung Sponsoring & Partnermanagement                     |
| Alex Hein                           | Leitung Spielbetrieb & Sicherheit                          |
| Jan Bergholz                        | Leitung Medien & PR                                        |
| Nachwuchsleistungszentrum           |                                                            |
| Björn Kopper                        | Leiter Nachwuchsleistungszentrum                           |
| Björn Müller                        | Sportlicher Leiter                                         |
| Tim Kuhl                            | Organisatorischer Leiter                                   |
| Gösta Kiefer                        | Pädagogischer Leiter                                       |
| Etienne Massaguié                   | Leiter Scouting                                            |
| Maximilian Mehring                  | Übergangstrainer                                           |
| Daniel Petrowsky                    | Cheftrainer U21                                            |
| Pascal Laier                        | Co-Trainer U21                                             |
| Sebastian Schmitt                   | Co-Trainer U21                                             |
| Patrick Kurt                        | Cheftrainer U19                                            |
| Lukas Müller                        | Co-Trainer U19                                             |
| Eric Ledwina                        | Cheftrainer U17                                            |
| Dominik Josic                       | Co-Trainer U17                                             |
| Carsten Neuberth                    | Cheftrainer U15                                            |
| Tim-Daniel Hoster                   | Co-Trainer U15                                             |
| Michael Fischer                     | Koordinator U14 bis U10                                    |
| Paul Hager                          | Organisation                                               |
| Steffen Karlin                      | Organisation                                               |
| Vincent Schmidt                     | Organisation                                               |

### Aktueller Kader
| Kader Saison 2025/26 | Kader Saison 2025/26 | Kader Saison 2025/26 | Kader Saison 2025/26 | Kader Saison 2025/26 | Kader Saison 2025/26 | Kader Saison 2025/26 | Kader Saison 2025/26 |
| Nr.                  | Spieler              | Nat.                 | Geburtsdatum         | im Verein seit       | vorheriger Verein    | Spiele/Tore BL       | Spiele/Tore 2BL      |
| Torhüter             | Torhüter             | Torhüter             | Torhüter             | Torhüter             | Torhüter             | Torhüter             | Torhüter             |
| -------------------- | -------------------- | -------------------- | -------------------- | -------------------- | -------------------- | -------------------- | -------------------- |
| 01                   | Marcel Schuhen       | Deutschland          | 13.01.1993           | 2019                 | SV Sandhausen        | 31/0                 | 211/0                |
| 24                   | Benedikt Börner      | Deutschland          | 10.04.2006           | 2025                 | VfL Wolfsburg        | 0/0                  | 0/0                  |
| 30                   | Alexander Brunst     | Deutschland          | 07.07.1995           | 2022                 | Vejle BK             | 3/0                  | 22/0                 |
| Abwehr               |                      |                      |                      |                      |                      |                      |                      |
| 02                   | Sergio López         | Spanien              | 08.04.1999           | 2024                 | FC Basel             | 0/0                  | 31/3                 |
| 03                   | Leon Klassen         | Russland             | 29.05.2000           | 2025                 | Lyngby BK            | 0/0                  | 0/0                  |
| 05                   | Matej Maglica        | Kroatien             | 25.09.1998           | 2023                 | VfB Stuttgart        | 27/1                 | 18/0                 |
| 06                   | Patric Pfeiffer      | Ghana                | 20.08.1999           | 2025                 | FC Augsburg          | 11/0                 | 88/6                 |
| 14                   | Meldin Drešković     | Montenegro           | 26.03.1998           | 2025                 | Debreceni Vasutas SC | 0/0                  | 2/0                  |
| 20                   | Aleksandar Vukotić   | Serbien              | 22.07.1995           | 2024                 | SV Wehen Wiesbaden   | 0/0                  | 60/5                 |
| 26                   | Matthias Bader       | Deutschland          | 17.06.1997           | 2020                 | 1. FC Köln           | 25/1                 | 110/4                |
| 32                   | Fabian Holland       | Deutschland          | 11.07.1990           | 2014                 | Hertha BSC           | 72/0                 | 231/7                |
| 38                   | Clemens Riedel       | Deutschland          | 19.07.2003           | 2019                 | TSG Wieseck          | 14/0                 | 61/1                 |
| 46                   | Tim Arnold           | Deutschland          | 29.07.2006           | 2016                 | Eigene Jugend        | 0/0                  | 0/0                  |
| 48                   | Max Pfister          | Deutschland          | 03.04.2007           | 2022                 | 1. FSV Mainz 05      | 0/0                  | 0/0                  |
| Mittelfeld           |                      |                      |                      |                      |                      |                      |                      |
| 10                   | Jean-Paul Boëtius    | Suriname             | 27.03.1994           | 2025                 | Hertha BSC           | 143/12               | 12/0                 |
| 15                   | Fabian Nürnberger    | Bulgarien            | 28.07.1999           | 2023                 | 1. FC Nürnberg       | 21/1                 | 128/8                |
| 16                   | Hiroki Akiyama       | Japan                | 09.12.2000           | 2025                 | Albirex Niigata      | 0/0                  | 0/0                  |
| 17                   | Kai Klefisch         | Deutschland          | 03.12.1999           | 2024                 | SC Paderborn 07      | 0/0                  | 68/4                 |
| 21                   | Merveille Papela     | Deutschland          | 18.01.2001           | 2024                 | 1. FSV Mainz 05      | 17/0                 | 51/3                 |
| 23                   | Marco Richter        | Deutschland          | 24.11.1997           | 2025                 | 1. FSV Mainz 05      | 176/24               | 30/1                 |
| 28                   | Paul Will            | Deutschland          | 01.03.1999           | 2024                 | Dynamo Dresden       | 0/0                  | 27/2                 |
| 44                   | Yōsuke Furukawa      | Japan                | 16.07.2003           | 2025                 | Júbilo Iwata         | 0/0                  | 0/0                  |
| 47                   | Othmane El Idrissi   | Marokko              | 07.10.2006           | 2021                 | Rot-Weiss Frankfurt  | 0/0                  | 1/0                  |
| Angriff              |                      |                      |                      |                      |                      |                      |                      |
| 07                   | Isac Lidberg         | Schweden             | 08.09.1998           | 2024                 | FC Utrecht           | 0/0                  | 28/14                |
| 08                   | Luca Marseiler       | Deutschland          | 18.02.1997           | 2024                 | Viktoria Köln        | 0/0                  | 31/3                 |
| 09                   | Fraser Hornby        | Schottland           | 13.09.1999           | 2023                 | Stade Reims          | 7/0                  | 28/12                |
| 19                   | Fynn Lakenmacher     | Deutschland          | 10.05.2000           | 2024                 | TSV 1860 München     | 0/0                  | 30/1                 |
| 22                   | Serhat-Semih Güler   | Deutschland          | 12.07.1997           | 2025                 | Viktoria Köln        | 0/0                  | 10/0                 |
| 27                   | Bartosz Białek       | Polen                | 11.11.2001           | 2025                 | VfL Wolfsburg        | 31/2                 | 0/0                  |
| 34                   | Killian Corredor     | Frankreich           | 04.11.2000           | 2024                 | AF Rodez             | 0/0                  | 32/8                 |

- Stand Kader: 16. Juli 2025[7]
- Stand Leistungsdaten: 30. Juni 2025[8]

#### Transfers Sommer 2025
| Hiroki Akiyama     | Albirex Niigata a. |
| Tim Arnold         | SV Darmstadt 98 II |
| Bartosz Białek     | VfL Wolfsburg      |
| Benedikt Börner    | VfL Wolfsburg U19  |
| Yōsuke Furukawa    | Júbilo Iwata       |
| Serhat-Semih Güler | Viktoria Köln      |
| Leon Klassen       | Lyngby BK          |
| Patric Pfeiffer    | FC Augsburg        |
| Max Pfister        | SV Darmstadt 98 II |
| Marco Richter      | 1. FSV Mainz 05 a. |

| Asaf Arania          | MS Aschdod             |
| Nico Baier           | GKS Tychy              |
| Guille Bueno         | Borussia Dortmund w.a. |
| Philipp Förster      | Ziel unbekannt         |
| Tobias Kempe         | Ziel unbekannt         |
| Steve Kroll          | Karriereende           |
| Andreas Müller       | Karlsruher SC          |
| Marco Thiede         | Anagennisi Karditsa    |
| Oscar Vilhelmsson    | Preußen Münster        |
| Christoph Zimmermann | Ziel unbekannt         |

| Karol Niemczycki  | MS Aschdod w.a.         |
| Filip Stojilković | OFK Belgrad w.a.        |
| Fabio Torsiello   | SpVgg Unterhaching w.a. |

| Karol Niemczycki  | MS Aschdod          |
| Filip Stojilković | KS Cracovia         |
| Fabio Torsiello   | Alemannia Aachen a. |

#### Transfers Winter 2024/25
| Jean-Paul Boëtius | vereinslos                           |
| Meldin Drešković  | Debreceni Vasutas SC                 |
| Steve Kroll       | SV Darmstadt 98 Jugendtorwarttrainer |

| Klaus Gjasula    | Rot-Weiss Essen       |
| Karol Niemczycki | MS Aschdod a.         |
| Fabio Torsiello  | SpVgg Unterhaching a. |

### Spieler mit den meisten Einsätzen und Toren
In der folgenden Tabelle sind die Spieler mit den jeweils meisten Ligaspielen und -toren für die erste Mannschaft des SV Darmstadt 98 seit 1945 angegeben.
(Stand: 18. Mai 2025)
| Rang                       | Spielername        | Zeitraum            | Pflichtspiele |
| -------------------------- | ------------------ | ------------------- | ------------- |
| 01                         | Edwin Westenberger | 1971–1984           | 490           |
| 02                         | Willi Wagner       | 1971–1983           | 401           |
| 03                         | Karl Mühlbach      | 1949–1963           | 358           |
| 04                         | Oliver Posniak     | 1980–1989           | 323           |
| 04                         | Dieter Rudolf      | 1974–1984           | 323           |
| 06                         | Helmut Rau         | 1956–1969           | 316           |
| 07                         | Joachim Weber      | 1971–1980           | 315           |
| 08                         | Fabian Holland     | 2014–2025           | 296           |
| 09                         | Walter Bechtold    | 1972–1980           | 289           |
| 10                         | Tobias Kempe       | 2014–2016 2017–2025 | 285           |
| 11                         | Bernhard Metz      | 1971–1979           | 273           |
| 12                         | Gerhard Kleppinger | 1975–1980 1991–1996 | 265           |
| 13                         | Werner Böhmann     | 1946–1957           | 261           |
| 14                         | Lutz Schäfer       | 1955–1967           | 259           |
| 15                         | Willibald Weiss    | 1974–1982           | 257           |
| 16                         | Horst Fiedler      | 1950–1962           | 254           |
| 16                         | Hans Lindemann     | 1971–1979           | 254           |
| 18                         | Fritz Habermehl    | 1953–1963           | 239           |
| 19                         | Rafael Sanchez     | 1983–1989 1990–1993 | 238           |
| 20                         | Freddy Heß         | 1987–1993           | 231           |
| 21                         | Willi Bernecker    | 1980–1989           | 221           |
| 21                         | Wilhelm Huxhorn    | 1981–1992           | 221           |
| 23                         | Marcel Heller      | 2013–2017 2018–2020 | 210           |
| 23                         | Aytaç Sulu         | 2013–2019           | 210           |
| 25                         | Georg Reeg         | 1946–1955           | 208           |
| 25                         | Uwe Kuhl           | 1982–1990           | 208           |
| 27                         | Peter Cestonaro    | 1976–1983           | 203           |
| 27                         | Horst Parysol      | 1959–1968           | 203           |
| 29                         | Martin Kowalewski  | 1987–1993 1996–1998 | 200           |
| 30                         | Boris Kolb         | 1998–2003 2009–2011 | 198           |
| fett = noch beim SVD aktiv |                    |                     |               |

| Rang                       | Spielername         | Zeitraum            | Ligatore |
| -------------------------- | ------------------- | ------------------- | -------- |
| 01                         | Werner Böhmann      | 1946–1957           | 123      |
| 02                         | Karl Mühlbach       | 1949–1963           | 104      |
| 03                         | Peter Cestonaro     | 1976–1983           | 89       |
| 04                         | Joachim Weber       | 1971–1980           | 88       |
| 05                         | Albert Thalheimer   | 1950–1960           | 76       |
| 06                         | Uwe Kuhl            | 1982–1990           | 69       |
| 07                         | Tobias Kempe        | 2014–2016 2017–2025 | 57       |
| 07                         | Hans Lindemann      | 1971–1979           | 57       |
| 09                         | Walter Bechtold     | 1972–1980           | 55       |
| 10                         | Serdar Dursun       | 2018–2021           | 54       |
| 11                         | Vladimir Schal      | 1961–1964           | 52       |
| 12                         | Georg Reeg          | 1946–1955           | 51       |
| 13                         | Manfred Drexler     | 1973–1979           | 49       |
| 14                         | Bruno Labbadia      | 1984–1987           | 47       |
| 15                         | Nico Beigang        | 2000–2007           | 46       |
| 16                         | Rudolf Koch         | 1971–1977           | 42       |
| 16                         | Dieter Kraft        | 1965–1971           | 42       |
| 16                         | Dominik Stroh-Engel | 2013–2017           | 42       |
| 19                         | Helmut Koch         | 1968–1972           | 41       |
| 19                         | Walter Becker       | 1949–1957           | 41       |
| 21                         | Hans Weber          | 1962–1967           | 39       |
| 22                         | Carsten Lakies      | 1993–1996           | 38       |
| 22                         | Bernhard Metz       | 1971–1979           | 38       |
| 24                         | Horst Neumann       | 1979–1981           | 36       |
| 25                         | Henrik Eichenauer   | 1988–1993           | 35       |
| 25                         | Bodo Mattern        | 1981–1983 1987–1989 | 35       |
| fett = noch beim SVD aktiv |                     |                     |          |

## SV Darmstadt 98 II (U21)
| Saison  | Liga       | Platz | Tore  | Punkte |
| ------- | ---------- | ----- | ----- | ------ |
| 2024/25 | Hessenliga | 6     | 69:38 | 59     |
| 2025/26 | Hessenliga |       |       |        |

Die zweite Mannschaft des SV Darmstadt 98 ist eine U21-Mannschaft und spielt aktuell in der fünftklassigen Hessenliga 2025/26.
Bis zur Saison 2013/14 führten die Lilien ein U23-Team als zweite Mannschaft in der Verbandsliga Hessen Süd. Mit dem Aufstieg der ersten Mannschaft im Jahre 2014 in die 2. Bundesliga erfolgte die Abmeldung der U23-Mannschaft aus konzeptionellen und strukturellen Gründen, um damit zudem vermehrt den Fokus auf die U19- und U17-Mannschaften zu legen. Zur Saison 2024/25 wurde die zweite Mannschaft wieder eingeführt und startete, nun als U21-Team, in der Fußball-Hessenliga.
Am Ende ihrer Debütsaison belegte die U21 mit 59 Punkten den sechsten Tabellenplatz in der Hessenliga. Da die tabellarisch über der Lilienmannschaft liegenden Vereine FSV Fernwald, Rot-Weiß Walldorf und TSV Eintracht Stadtallendorf allesamt keine Regionalligalizenz beantragten bzw. wieder zurückzogen, stieg der FC Bayern Alzenau als Tabellenzweiter in die Regionalliga auf. Den Platz in der Aufstiegsrelegation machten die beiden verbliebenen Mannschaften, welche die Regionalligalizenz erhielten, nämlich der SV Darmstadt 98 II und Türk Gücü Friedberg, unter sich aus. Über die Aufstiegsrelegation wurde am letzten Spieltag entschieden, als Darmstadt und Friedberg im direkten Duell aufeinandertrafen. Die U21 verzichtete in diesem entscheidenden Spiel jedoch auf einige ihrer Stammspieler, ließ Reservisten und U19-Spieler auflaufen, welche dann mit 2:3 unterlagen, womit Friedberg die Teilnahme an der Aufstiegsrelegation erhielt.
Ihre Heimspiele trägt die zweite Mannschaft im 16,4 Kilometer entfernten „Sportplatz am Hinkelstein“ in Alsbach-Hähnlein, Heimat des siebtklassigen Gruppenligisten FC Alsbach, aus. Cheftrainer ist Daniel Petrowsky, der von den Co-Trainern Pascal Laier und Sebastian Schmitt unterstützt wird.

### Aktueller Kader
| Kader Saison 2025/26 | Kader Saison 2025/26 | Kader Saison 2025/26 | Kader Saison 2025/26 | Kader Saison 2025/26 | Kader Saison 2025/26 |          |          |
| Nr.                  | Spieler              | Nat.                 | Geburtsdatum         | im Verein seit       | vorheriger Verein    |          |          |
| Torhüter             | Torhüter             | Torhüter             | Torhüter             | Torhüter             | Torhüter             | Torhüter | Torhüter |
| -------------------- | -------------------- | -------------------- | -------------------- | -------------------- | -------------------- | -------- | -------- |
| 01                   | Til Rohde            | Deutschland          | 21.03.2007           | 2021                 | Eigene Jugend        |          |          |
| 22                   | Emil Hagemann        | Deutschland          | 03.06.2006           | 2023                 | Würzburger Kickers   |          |          |
| 23                   | Mauritius Schönig    | Deutschland          | 24.05.2006           | 2025                 | TSG 1899 Hoffenheim  |          |          |
| 40                   | Benedikt Börner 1    | Deutschland          | 10.04.2006           | 2025                 | VfL Wolfsburg        |          |          |
| Abwehr               |                      |                      |                      |                      |                      |          |          |
| 03                   | Kelvin Kunstmann     | Deutschland          | 23.01.2007           | 2024                 | Eintracht Frankfurt  |          |          |
| 04                   | Burak Karakaya       | Deutschland          | 11.07.2005           | 2025                 | SV Gonsenheim        |          |          |
| 05                   | Marcello Maier       | Deutschland          | 04.03.2007           | 2025                 | TSG 1899 Hoffenheim  |          |          |
| 15                   | Markus Ballmert      | Deutschland          | 27.11.1993           | 2024                 | FC Bayern Alzenau    |          |          |
| 17                   | Loann Schnerring     | Deutschland          | 19.02.2006           | 2025                 | Stuttgarter Kickers  |          |          |
| 20                   | Meldin Drešković 1   | Montenegro           | 26.03.1998           | 2025                 | Debreceni Vasutas SC |          |          |
| 21                   | Aziz Alagi           | Griechenland         | 07.03.2006           | 2025                 | SV Sandhausen        |          |          |
| 25                   | Bastian Görtler      | Deutschland          | 17.01.2006           | 2024                 | 1. FSV Mainz 05      |          |          |
| 46                   | Tim Arnold 1         | Deutschland          | 29.07.2006           | 2016                 | Eigene Jugend        |          |          |
| 48                   | Max Pfister 1        | Deutschland          | 03.04.2007           | 2022                 | 1. FSV Mainz 05      |          |          |
| Mittelfeld           |                      |                      |                      |                      |                      |          |          |
| 06                   | Imad Jaadar          | Marokko              | 27.08.2005           | 2025                 | Rot-Weiß Walldorf    |          |          |
| 08                   | Tom Steineck         | Deutschland          | 01.03.2007           | 2024                 | 1. FSV Mainz 05      |          |          |
| 10                   | Luis Klappich        | Deutschland          | 10.07.2006           | 2019                 | Eigene Jugend        |          |          |
| 11                   | Nasir Zaatan         | Deutschland          | 13.09.2006           | 2025                 | FSV Frankfurt        |          |          |
| 18                   | Jonas Buchberger     | Deutschland          | 18.06.2007           | 2022                 | FSV Frankfurt        |          |          |
| 19                   | Milian Herbst        | Deutschland          | 23.02.2008           | 2023                 | KSV Hessen Kassel    |          |          |
| 29                   | Kian Rebner          | Deutschland          | 04.02.2005           | 2025                 | Rot-Weiß Walldorf    |          |          |
| 47                   | Othmane El Idrissi 1 | Marokko              | 07.10.2006           | 2021                 | Rot-Weiss Frankfurt  |          |          |
| Angriff              |                      |                      |                      |                      |                      |          |          |
| 07                   | Mika Schlosser       | Deutschland          | 05.09.2006           | 2024                 | FSV Frankfurt        |          |          |
| 09                   | Smail Kadrijaj       | Albanien             | 20.01.2005           | 2025                 | FC Hanau 93          |          |          |
| 24                   | Luigi Mignano        | Italien              | 07.05.2006           | 2025                 | 1. FC Heidenheim     |          |          |

- Stand Kader: 16. August 2025[9][10]

#### Transfers Sommer 2025
| Aziz Alagi        | SV Sandhausen           |
| Jonas Buchberger  | SV Darmstadt 98 U19     |
| Bastian Görtler   | SV Darmstadt 98 U19     |
| Milian Herbst     | SV Darmstadt 98 U19     |
| Imad Jaadar       | Rot-Weiß Walldorf       |
| Smail Kadrijaj    | FC Hanau 93             |
| Burak Karakaya    | SV Gonsenheim           |
| Luis Klappich     | SV Darmstadt 98 U19     |
| Kelvin Kunstmann  | SV Darmstadt 98 U19     |
| Marcello Maier    | SV Darmstadt 98 U19     |
| Luigi Mignano     | 1. FC Heidenheim U19    |
| Kian Rebner       | Rot-Weiß Walldorf       |
| Loann Schnerring  | Stuttgarter Kickers U19 |
| Mauritius Schönig | TSG 1899 Hoffenheim U19 |
| Tom Steineck      | SV Darmstadt 98 U19     |
| Nasir Zaatan      | FSV Frankfurt U19       |

| Tim Arnold        | SV Darmstadt 98, 1. Mannschaft |
| Benjamin Basic    | SV Gonsenheim                  |
| Elias Crössmann   | Wacker Burghausen              |
| Julian Donges     | SV Gonsenheim                  |
| Samir Gegg        | FC Gießen                      |
| Viktor Grbic      | FK Rudar Prijedor              |
| Henry Held        | Viktoria Aschaffenburg         |
| Marcel Kuhlmann   | VfB Marburg                    |
| Georgios Makridis | Viktoria Aschaffenburg         |
| Max Pfister       | SV Darmstadt 98, 1. Mannschaft |
| Maurizio Robotta  | TSV Schott Mainz               |
| Nick Sauer        | Rot-Weiß Walldorf              |
| Ilya Sereda       | Rot-Weiß Walldorf II           |
| Till Streller     | Vereinslos                     |
| Leon Walch        | Türkgücü München               |
| Mateo Zelic       | SC Freiburg II                 |

## SV Darmstadt 98 III (Fanmannschaft)
| Saison  | Liga        | Platz | Tore   | Punkte |
| ------- | ----------- | ----- | ------ | ------ |
| 2020/21 | Kreisliga D | 4     | 39:13  | 16     |
| 2021/22 | Kreisliga D | 2     | 144:28 | 77     |
| 2022/23 | Kreisliga C | 3     | 97:39  | 59     |
| 2023/24 | Kreisliga C | 3     | 113:70 | 57     |
| 2024/25 | Kreisliga C | 1     | 104:62 | 62     |
| 2025/26 | Kreisliga B |       |        |        |

Die dritte Mannschaft des SV Darmstadt 98 ist eine Fanmannschaft und spielt in der kommenden Saison 2025/26 in der zehntklassigen Kreisliga B Darmstadt.
In der Saison 2020/21 wurde die Fanmannschaft der Lilien gegründet, mit der man in der zwölften und niedrigsten Klasse, der Kreisliga D, startete. Diese erste Spielzeit wurde jedoch aufgrund der COVID-19-Pandemie im Oktober 2020 nach sieben absolvierten Spieltagen vorzeitig beendet. Zum Ende der folgenden Saison 2021/22 stieg die ausschließlich aus Lilienfans bestehenden Mannschaft nach einem Relegationsrückspiel gegen den SV Weiterstadt II vor über 3.000 Zuschauern am Böllenfalltor in die Kreisliga C auf. Dort belegte man sowohl in der Saison 2022/23, als auch in der Saison 2023/24 den 3. Tabellenplatz. Am Ende der Saison 2024/25 belegte man schließlich den ersten Tabellenplatz und die Fanmannschaft stieg als Meister der Kreisliga C in die Kreisliga B auf.
Ihre Heimspiele trägt die dritte Mannschaft im 8,7 Kilometer entfernten „Sportplatz am grünen Steg“ in Pfungstadt, Heimat des zehntklassigen Kreisliga B-Ligisten RSV Germania Pfungstadt, aus. Cheftrainer ist Andreas Degenhardt.

## Jugendfußball
Der SV Darmstadt 98 verfügt im Bereich Fußball über ein großes Angebot für Kinder und Jugendliche im Alter von zehn bis 19 Jahren. Die Nachwuchsspieler des Vereins werden als Junglilien bezeichnet und tragen ihre Spiele im HEAG-Stadion aus. Die beiden Kunstrasenplätze befinden sich in unmittelbarer Nähe des Böllenfalltorstadions, sind mit Flutlicht ausgestattet und haben eine offizielle Kapazität von 1500 Stehplätzen.
Der Verein bietet auch verschiedene Programme für Spielern an, die nicht beim Verein in der Jugend spielen. Die Lilien bieten so seit 2012 das bauverein-Lilien–Fördertraining an, in dem Mädchen und Jungen zwischen fünf und zwölf Jahren wöchentlich von Trainern gefördert werden. Die Teilnehmer spielen jedoch nebenbei größtenteils noch bei anderen Vereinen in der Umgebung. Seit dem Jahr 2016 wird dieses Fördertraining auch nur speziell für Torhüter angeboten. Seit dem Jahre 2004 hält der SV 98 in den hessischen Oster-, Sommer-, Herbst- und Winterferien die Merck-Lilien-Fußballcamps ab. Die Ferien Fußballschule findet sowohl auf dem Gelände der Lilien als auch bei verschiedenen Vereinen in der Region statt. Pro Jahr bieten die Lilien mindestens zehn Merck-Lilien-Fußballcamps für jeweils bis zu 60 Kindern von sechs bis zwölf Jahren an.
Seit Sommer 2017 unterhält der SV 98 ein vereinseigenes Internat zur Nachwuchsförderung. Für das Internat wurde ein Altbau angemietet, der es dem NLZ ermöglicht, bis zu zehn Spieler dauerhaft zu beherbergen. Aktuell wohnen dort acht Spieler der Altersbereiche U15 bis U19, die auf entsprechende Partnerschulen gehen und rund um die Uhr betreut werden. Ziel des Internats ist es, Talente für den Profibereich auszubilden. Mit der Bertolt-Brecht-Schule, der Georg-Büchner-Schule und der Stadtteilschule Arheilgen besteht eine Kooperation unter dem Namen „Duales System Fußball und Schule“. Zudem besteht seit August 2021 eine Kooperation mit dem 1. FCA Darmstadt, wobei die Trainingsplätze geteilt werden. Des Weiteren unterhält das NLZ diverse Kooperationen mit lokalen und regionalen Vereinen.
Besonders erfolgreich in den Jugendabteilungen des SV 98 ist die U19-Mannschaft, die sich bereits 2006 mit dem Erreichen des DFB-Pokal-Viertelfinales auf sich aufmerksam machte. Am 21. Juni 2009 gelang den A-Junioren der Aufstieg in die Bundesliga Süd, nachdem sie sich in der Relegation gegen Saarbrücken hatten durchsetzen können, allerdings wurde der Klassenerhalt in der höchsten deutschen A-Jugendklasse zwischen den Nachwuchsabteilungen der ambitionierten Bundesligisten wie beispielsweise dem FC Bayern München, VfB Stuttgart oder dem 1. FSV Mainz 05 nicht erreicht und es folgte auf Platz 12 von insgesamt 14 Teilnehmern der Wiederabstieg. In der Saison 2015/16 stieg der Verein wieder in die Bundesliga auf, jedoch in derselben Saison als Tabellenletzter wieder ab. Ab der Saison 2020/21 spielt das Team wieder in der A-Junioren-Bundesliga, nachdem die A-Junioren Hessenliga aufgrund der COVID-19-Pandemie vorzeitig beendet wurde. Zu diesem Zeitpunkt befand sich die Mannschaft an der Tabellenspitze und stieg deshalb auf. Zum Ende der Saison 2022/23 stieg das Team auf Tabellenplatz 13 von 17 wieder aus der Liga ab.
Ab der Saison 2019/20 war die U17 in der Bundesliga vertreten. Die erste Saison in der Liga wurde auf Platz 12 (eigentlich ein Abstiegsplatz) abgeschlossen, jedoch blieb die Mannschaft trotzdem in der Liga, da es aufgrund des Abbruchs durch die Corona-Pandemie keine Absteiger gab. In der Saison 2021/22 gewann die U17-Mannschaft den Hessenpokal. Zum Ende der Saison 2022/23 stieg das Team auf Tabellenplatz 12 von 17 wieder aus der Liga ab.

### Bekannte ehemalige Jugendspieler
Im Folgenden eine Auswahl von Spielern, die in der Jugendabteilung des SV Darmstadt 98 aktiv waren und während ihrer Profilaufbahn mindestens 50 Spiele in einer der fünf „großen“ Ligen Bundesliga, Premier League, Primera División, Serie A und Ligue 1 absolviert haben (in der Klammer ist das Geburtsjahr des Spielers angegeben).
Stand: 3. August 2022
- Jonathan Burkardt (2000)
- Ivo Ilicevic (1986)
- Bruno Labbadia (1966)
- Mergim Mavraj (1986)
- Oka Nikolov (1974)
- Kevin Pezzoni (1989)
- Sebastian Rode (1990)
- Roberto Soriano (1991)
- Niklas Süle (1995)

## Frauenfußball
Obwohl der SVD keine eigene Frauenabteilung trägt, unterstützt er regional die Ausbildung und Förderung von weiblichen Talenten. Zu diesem Zweck wurde im Juli 2023 die Zusammenarbeit mit der DJK/SSG Darmstadt im Bereich Frauen- und Mädchen-Fußball verkündet. Die DJK liegt in unmittelbarer Nähe zum NLZ in der Kastanienallee. Das Ziel dieser Unternehmung ist es, die Ausbildung von Spielerinnen zu fördern und somit den Frauenfußball in Darmstadt zu stärken.

## Stadion
Die Lilien spielen im Stadion am Böllenfalltor, benannt nach Pappeln, den sogenannten Böllen, welche zu Zeiten des großherzoglichen Darmstadt auf dem Weg nach Traisa wuchsen. Der Rest des Namens leitet sich von einem ehemaligen (selbst zufallenden) Tor ab, das den Zugang zum nahe gelegenen Wald ermöglichte und das sich in unmittelbarer Umgebung des heutigen Stadions befand.

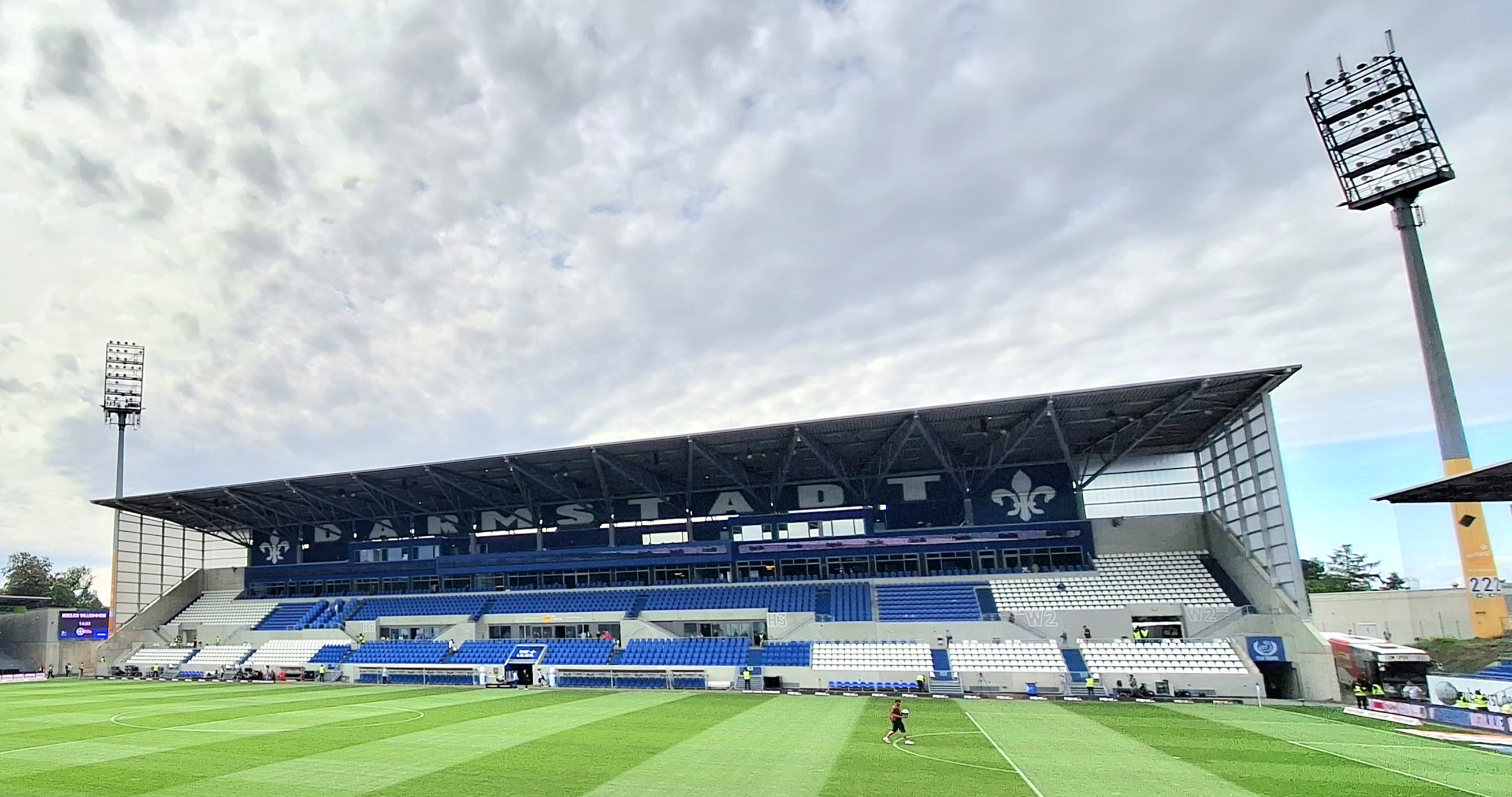
Haupttribüne vor dem ersten Heimspiel der Bundesliga-Saison 2023/24

Das 1921 erbaute Stadion erfuhr zuletzt zahlreiche Umbauten und Modernisierungen. In der Sommerpause der Saison 2014/15 begann eine erste Phase der Umbaumaßnahmen des Stadions mit dem Einbau einer Rasenheizung und der Modernisierung der Infrastruktur. Durch die Erweiterungen von zwei mobilen Stahlrohrtribünen 2016 in der Nord- und Süd-Kurve konnte die Zuschauerkapazität erhöht werden. Zudem rückten die Zuschauer näher an das Spielfeld heran. 2020 wurde die neugebaute Gegengeraden in Betrieb genommen. Im Sommer 2020 hat der Abriss und Neubau der Haupttribüne begonnen. Beim Eröffnungsspiel gegen BSC Young Boys im Dezember 2022 wurde die Fertigstellung des Stadions mit einem Fassungsvermögen von 17.800 Zuschauern gefeiert. Ab März 2023 (endgültige Fertigstellung VIP-Bereich) beträgt die Kapazität 17.810 Zuschauer.
Seit Sommer 2014 trägt das Stadion im Rahmen eines Namenssponsorings durch das Darmstädter Chemie- und Pharma-Unternehmen Merck KGaA den Namen Merck-Stadion am Böllenfalltor. Für die Bundesligasaison 2016/17 wurde das Stadion in Jonathan-Heimes-Stadion am Böllenfalltor umbenannt. Der Sponsor Merck verzichtete für diese Zeit auf sein Namensrecht, um den 2016 verstorbenen Jonathan Heimes zu würdigen.

## Sponsoren
Der SV 98 unterhält eine vielfältige Auswahl an Sponsoring-Optionen mit derzeit über 400 Partnern.
Langjähriger Haupt- und somit Trikotsponsor war die Software AG. Am 20. Mai 2008 löste das internationale Unternehmen für Softwarelösungen das Haarpflegeunternehmen Wella ab, das rund drei Monate zuvor aufgrund des ausstehenden Insolvenzverfahrens als Hauptinvestor abgesprungen war. Somit konnte der Verein die Lizenzauflagen des DFB für die Regionalliga Süd für die Saison 2008/09 erfüllen.
Als neuer Hauptsponsor löste ab der Spielzeit 2023/24 der bayrische Hersteller von Sicherheitsschuhen Haix die Software AG ab und ziert somit das Trikot der Mannschaft. Diese Partnerschaft galt vorerst für ein Jahr, belief sich auf 2 Millionen Euro und stellt das erste Sportsponsoring der Firmengeschichte dar. Nach einer erfolgreichen Zusammenarbeit wurde der Kontrakt bis 2026 verlängert. Außerdem wurde dieser auf die Namensrechte für das Trainingsgelände ausgeweitet.
Der aktuelle Ausrüster ist seit der Saison 2018/19 das schwedische Unternehmen Craft Sportswear. Der Vertrag läuft bis zum Ende der Spielzeit 2024/25. Vorheriger Ausrüster war Jako.
Zur Saison 2014/15 übernahm der Darmstädter Pharma- und Chemiekonzern Merck KGaA die Namensrechte des Stadions am Böllenfalltor, welches seitdem den Namen Merck-Stadion am Böllenfalltor trägt. Mittlerweile wurde der Vertrag, der auch die Namensrechte am Nachwuchsleistungszentrum und Fußballinternat beinhaltet, bis zum Jahr 2028 verlängert.
Weitere Sponsorships des SV 98 sind in die Kategorien Premium-Partner (8), Top-Partner (7) und 98er-Partner (über 50) sowie Business-Partner (über 200) unterteilt. Dabei handelt es sich zumeist um regionale Unternehmen. Des Weiteren existiert die Option Partner der Lilien.

## Fankultur

### Fans und Fanclubs

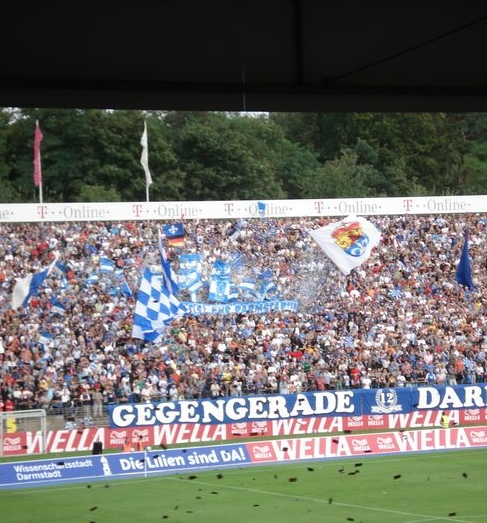
Gegengerade am 10. September 2006 gegen Hertha BSC

Der SV Darmstadt 98 hat eine sehr breite Fanszene. Seit Dezember 2024 hat der Verein über 15.000 Mitglieder und 87 aktive – auf der Internetseite des Vereins vermerkte – Fanclubs (Stand: 21. März 2025). Der Fanclub mit den meisten Mitgliedern sind Die Siedler mit 120 Mitgliedern. Ältester SV98 Fan-Club ist der 1973 gegründete Fan-Club Blau-Weiß, der nach einer Auflösung 2008 neu gegründet wurde. Die Fanclubs Blue Violence (1984), Grohe United (1994) und Fußball, Ficken, Alkohol (1997) waren Vorreiter in der Etablierung einer eigenen Fankultur im späten 20. Jahrhundert.
Hauptverantwortlich für den akustischen und optischen Support bei Heim- und Auswärtsspielen sind die Ultras im zur Saison 2012/13 gegründeten Block 1898, der sich aus Fangruppen wie den Usual Suspects (ehemals Allesfahrer Darmstadt) sowie deren Nachwuchsgruppe Deliquents, Ultrà de Lis und Underdogs zusammensetzt. In Darmstadt legten die Ultras Darmstadt (2003) den Grundstein dieser Subkultur. Im Laufe der Saison 2016 zog die aktive Fanszene in die neu überdachte Südkurve und firmiert seitdem unter dem Namen Südtribüne Darmstadt.
Weitere aktive Bestandteile der Fanszene sind S.H.A.R.P. (Skinheads Against Racial Prejudice) Darmstadt oder der A-Block mit mehreren Gruppen, der für seinen Oldschool-Support nach britischem Vorbild bekannt ist. 
Seit Mai 2013 existiert eine eigene Fan- und Förderabteilung beim Verein. Für Kinder und junge Fans werden seit 2016 Aktionen unter dem Namen Bölle Bande organisiert.
Durch den anhaltenden Erfolg nach dem Aufstieg in die 2. Bundesliga 2014 stiegen auch die Zuschauerzahlen, sodass das Stadion meistens ausgelastet ist.

### Angebote für Fans
Die Fanbeauftragten des SV Darmstadt 98 sind Alexander Lehné und Erik Eichhorn.
Seit April 2002 verfügt der Verein über ein Fanprojekt, welches in die Bundesarbeitsgemeinschaft der Fanprojekte eingegliedert ist und vom Internationalen Bund getragen wird. Dieses bietet unter der Woche eine Anlaufstelle für Fußballfans sowie Interessierte und ist auch an den Spieltagen im Stadion zugegen. Ziel des Fanprojekts ist es, die Anhänger des Vereins im Rahmen der Sozialen Arbeit zu unterstützen. Dabei wird versucht, besonders junge oder marginalisierte Gruppen zu erreichen.
Monatlich erscheint der Lilienkurier. Diese kostenlose Publikation wird an den Heimspielen verteilt, ist aber auch digital verfügbar, und enthält Informationen über die Aktivitäten des Vereins und seines Umfeldes. Seit der Saison 2012/13 betreibt die Fan- und Förderabteilung ein ehrenamtliches Fanradio.
1921 wurde beim Stadionbau das Vereinsheim und die berühmte Vereinsgaststätte Jung als Holzbude gebaut. 1967 wurde aus der Gaststätte Jung die Lilienschänke. Diese bekam für rund 450.000 DM ein Keller- und Erdgeschoss, moderne Umkleidekabinen und Räume für die Vereinsjugend. Das frühere Vereinsheim wird seit den 1980er Jahren durch das Restaurant „Amato“ genutzt. Die heutige Lilienschänke Sportsbar wird von Roger Menzer geleitet.
Seit der Saison 2014/15 veranstaltet der SV98 gemeinsam mit PEAK, einem Technologieunternehmen, eine Spendenaktion für soziale Projekte in der Region um Darmstadt. Hauptsächlich findet diese bei den Spielen der Lilien, aber auch bei Golfturnieren, Benefizkonzerten oder Theateraufführungen statt. Im September 2021 wurde die Spendenmarke von einer Million Euro erreicht.
Seit März 2022 besitzt der Verein die eigene App WirLilien, die Nachrichten und weitere Angebote des Vereins auf dem Smartphone zusammenfasst. Mittlerweile umfasst diese einen Newsfeed, einen Medienbereich, wo Podcast, Videos, Lieder sowie Radio und der Lilienkurier zugänglich sind. Außerdem besteht direkter Zugang zum Onlineshop und zu einer digitalen Ticketplattform.
Der Verein betreibt seit September 2023 ein digitales Vereinsmuseum.

### Vereinslieder und Gesänge
Das aktuelle offizielle Vereinslied ist Die Sonne scheint! von Alberto Colucci. Dieses hat der Verein im Jahr 2021 in Zusammenarbeit mit der Schauspielerin und Dolmetscherin für Deutsche Gebärdensprache Kathrin-Marén Enders in Gebärdensprache übersetzt und als Video aufgenommen, sodass es im Stadion auch Fans mit Hörbeeinträchtigung nähergebracht werden kann.
Weitere bekannte Vereinslieder sind Allez les bleus & Lilienfieber von Decubitus, Lilie Schuss von Hessefred und Nur der Sportverein von Der Ingenieur.
Angestimmt werden nahezu alle Lieder auf der Südtribüne. Auch im Unterrang der Gegengerade befinden sich aktive Fans, während sich die Zuschauer in den Sitzplatzbereichen meist passiv verhalten. Dies ist besonders auf der Haupttribüne der Fall.
Im November 2022 veröffentlichte der Verein in Zusammenarbeit mit Maladd in de tête das Album Lilien-Lieder mit neun Fanliedern, die von Fans, Spielern und dem Trainerteam eingesungen wurden.

### Fanrivalitäten und -freundschaften
Die größte Rivalität des SV Darmstadt 98 besteht zu den Kickers Offenbach (OFC) und hat eine lange, traditionsreiche Geschichte. Nachdem jedoch in der Saison 2007/08 der OFC in der 2. Bundesliga gespielt hatte und der SVD noch in der Oberliga Hessen antreten musste, trafen sich die beiden rivalisierenden Mannschaften erst 2011/12 (beide Ligaspiele endeten Remis) und 2012/13 (Darmstadt gewann beide Ligaspiele) in der 3. Fußball-Liga wieder. Als zum Ende der Drittligasaison 2012/13 die Offenbacher keine Lizenz für die 3. Liga erhielten, profitierten ausgerechnet die Lilien; sie konnten durch den Lizenzentzug des OFC den Klassenerhalt feiern. Nachdem die Kickers in die Fußball-Regionalliga Südwest abgestiegen waren, stieg der SV 98 in die 2. Bundesliga auf. Diese Rivalität beeinflusst auch das Verhältnis zu den Anhängern von Bayer 04 Leverkusen negativ, da diese eine Freundschaft zum OFC pflegen.
Ebenso angespannt ist die Situation mit Eintracht Frankfurt. Selbst in den Oberliga- und Regionalligazeiten der Lilien mobilisierten sich beide Fanlager in den Spielen gegen die U23-Mannschaft der Eintracht, ehe man sich in den Bundesligasaisons 2015/16 und 2016/17 wieder gegenüberstand: Zwei Partien gewann Darmstadt, zwei Spiele entschied Frankfurt für sich. Als am Ende der Saison 2015/16 die 98er einen höheren Tabellenplatz als die Eintracht belegten, war der SV 98 in dieser Spielzeit der beste hessische Fußballverein. Mit der zunehmenden Etablierung des SVD in den Ligen der DFL rückte diese Rivalität zunehmend in den Mittelpunkt und wird im sogenannten Hessen-Derby ausgetragen.
Eine weitere, besondere Rivalität besteht zum Regionalligisten KSV Hessen Kassel. Nachdem man sich bereits in der Oberligasaison 2003/04 um den Aufstiegsplatz in die Regionalliga Süd gestritten hatte, den am Ende Darmstadt für sich verbuchen konnte, folgten Duelle in der drittklassigen Regionalliga, bis die Lilien 2007 wieder in die Oberliga ab-, aber nach einem Jahr wieder aufstiegen; so folgte ein Wiedersehen in der viertklassigen Regionalliga Süd, aus der der KSV Hessen Kassel seit 2008 versucht, in die 3. Fußball-Liga aufzusteigen, allerdings Saison für Saison kurz vor dem Ziel scheitert. 2010/11 war dies der SV Darmstadt 98, der in der Rückrunde einen enormen Punktevorsprung der Nordhessen einholte und aufgrund des zeitgleichen Negativtrends von Kassel am Ende aufstieg. Bis heute muss Kassel in der viertklassigen Regionalliga antreten. Auch diese Rivalität wird aktuell lediglich stellvertretend ausgetragen, da Kassels Anhänger Kontakte zum Zweitligisten Holstein Kiel pflegen.
Des Weiteren sind die Fronten zum SV Waldhof Mannheim, gegen den man letztmals 2008/09 in der Regionalliga Süd antrat, spätestens seit der verlorenen Bundesliga-Relegation 1988 verhärtet. Die Freundschaft zwischen Ultras Mannheim und Ultras Frankfurt hat dieses Verhältnis weiter verschlechtert.
Der nächstgrößte Darmstädter Verein, Rot-Weiß Darmstadt, der in der sechstklassigen Verbandsliga Hessen Süd spielt, sagte den Lilien bei zeitweise nur einer Liga Unterschied (2007/08 und 2010/11 spielten die 98er nur eine Liga über den „Rot-Weißen“) den Kampf an, dies legte sich jedoch aufgrund der folgenden Aufstiege des SV 98. Seit jeher ein freundschaftliches Verhältnis besteht zum drittgrößten Darmstädter Verein 1. FCA Darmstadt, der bis 2013 noch fünftklassig spielte, am Ende der Saison 2016/17 jedoch den Abstieg in die 8. Liga beklagen musste.
Die Ultras des SV 98 unterhalten eine Fanfreundschaft zu den Ultras der Young Boys aus der Ostkurve Bern. Die Fans besuchen regelmäßig die Spiele des jeweils anderen Clubs. Im Zentrum dieser Freundschaft steht die Berner Gruppierung Urban Squad.
Die Darmstädter Skinheads pflegen darüber hinaus eine langjährige Freundschaft mit den Fans des FC St. Pauli und haben Kontakte zu den Unterstützern des FC Hanau 93 sowie zu den lokalen Anhängern des türkischen Clubs Beşiktaş Istanbul. Vor allem der Kontakt in die Hansestadt, der sich in gegenseitigen Spielbesuchen und gemeinsamen Partys ausdrückt, hat das Verhältnis zum Hamburger SV negativ beeinflusst und wird mittlerweile auch von weiten Teilen der Fanlandschaft getragen. Das positive Verhältnis zu Teilen der Bremer Fanszene begünstigt diese Entwicklung zusätzlich.

## Andere Abteilungen

### Basketball
Gegründet wurde die Basketballabteilung des SV 98 am 27. November 1963. Der Verein unterhält vier Herren-Mannschaften, ein Damen-Team sowie mehrere männliche Jugendmannschaften. Die Damen spielen in der Saison 2024/25 mit ihrem Trainer Marius Rückert als Aufsteiger in der Bezirksliga, während die 1. Herren unter Trainer Heshmat Ayoubi ebenfalls als Aufsteiger in der Oberliga Hessen des DBB antreten. Die Abteilung wird von Matthias Hirt geleitet.

### Behinderten- und Rehabilitations-Sportabteilung
Im April 2021 stellte der SV98 die neue Behinderten- und Rehabilitations-Sportabteilung vor. Diese beinhaltet eine Fußball-Mannschaft für intellektuell beeinträchtigte Personen und ein eSports-Team. Damit sind die Lilien die erste deutsche Profifußballmannschaft mit einer solchen Abteilung. Die Mannschaft tritt in der vom Hessischen Behinderten- und Rehabilitations-Sportverband e. V. (HBRS) organisierten Hessenliga an. Seit August 2022 besteht eine Kooperation mit dem Verband zur Förderung des Sports von Menschen mit Behinderung in Hessen. Das Fußball-Team trainiert und spielt auf dem Vereinsgelände des TSV Eschollbrücken. Trainer der Fußballmannschaft ist Ruben Döring.
Im September 2021 wurde die Hessenmeisterschaft der Fußball-ID-Teams im Stadion am Böllenfalltor ausgetragen, wobei zwei Mannschaften des SV98 teilnahmen. Im Mai 2022 gewannen die Lilien bei den Special Olympics Hessen zwei Goldmedaillen sowie einmal Silber. Einen Monat später gewann die Fußball-ID-Mannschaft die HBRS Hessenmeisterschaft. Bei den Special Olympics Deutschland Sommerspiele 2022 spielte die Fußball-ID-Mannschaft in der höchsten Gruppe und belegte dabei Platz 6. Im September 2022 gewannen die Lilien den Hessenpokal.

### E-Sports
Seit der Saison 2018/19 spielt der SV Darmstadt 98 in der Virtual Bundesliga. Die erste Saison beendete der Verein als Tabellenvorletzter mit Luca Bernhard, Adrian Starkbaum, Jurek Röder und Timm Vögl.
Die Saison 2019/20 bestritt der Verein mit Luca Bernhard, Marc Horle und Yannick de Groot und beendete die Saison auf Platz 17 von 22. Während der COVID-19-Pandemie trat der Verein auch bei der Bundesliga Home Challenge an. Bei dem Wettbewerb musste jeweils ein E-Sportler und ein Profi gegen eine andere Mannschaft spielen. Das Turnier ging vier Spieltage lang und die Lilien verloren kein Spiel und waren am Ende neben der TSG 1899 Hoffenheim und dem FC Augsburg die erfolgreichste Mannschaft. Als Profis bei den Lilien wurden Felix Platte und Erich Berko eingesetzt.
In der Saison 2020/21 spielte Darmstadt in der Süd-Ost-Division. Der Kader bestand aus Yannick „Gotzery“ de Groot, Mario „MMAYO“ Reubold, der bereits in der VBL für Eintracht Frankfurt spielte und Tolunay “Tolush_10” Arikan. Die Saison wurde auf Platz 8 abgeschlossen, mit nur vier Punkten Abstand auf einen Platz für die Qualifikation für die Final Chance Round.
Für die Saison 2021/22 stellte der Verein Serkan Isak als Content Creator ein, dessen YouTube-Kanal zu diesem Zeitpunkt 125.000 Abonnenten zählte. Der Kader besteht aus den E-Sportlern Artis „artyis“ Zeqiri, Alexander „Czapi“ Czaplok, Marcel „DonChap_28“ Deutscher und Coach Ugur „coach_n1ce65“ Dertli. Die Mannschaft erreichte mit 92 Zählern den achten Platz in der Liga und verpasste damit erneut den Einzug in die Play-offs.
Zu der Saison 2022/23 verließen Czapi und DonChap_28 die Mannschaft, der Rest der Mannschaft blieb mit Arti als Spieler, Sekan als Content Creator und Ugur als Coach bestehen. Zudem kamen Kaan „xKaan61_“ Tuncer, Louis „ThAaXxLouisXx“ Liberka und Dogukaan „Doki“ Gün zur Mannschaft dazu, die allesamt erstmals in der VBL antraten.
Der aktuelle Verantwortliche für die Abteilung E-Sports ist Nils Balder. Teammanager ist Florian Holzbrecher. Seit der Saison 2020/21 befindet sich die Heimspielstätte der Mannschaft in einem für den SV 98 eingerichteten Raum im LOOP5. Sponsoren der Mannschaft sind die Software AG, Bauer und Guse und das Loop5. Seit 2022 findet mit dem Institut für Medienpädagogik und Kommunikation Hessen eine Kooperation statt, bei der Veranstaltungen über die Themen eFootball und Medienbildung für junge Menschen angeboten werden.

### Feldhandball
Der SV 98 wurde 1925, 1926, 1927, 1928, 1930 sowie 1931 Süddeutscher Meister und 1931 Deutscher Vizemeister im Großfeldhandball. Damals spielten auch mehrere Nationalspieler für den Verein. Der Spieler Dr. Barth stand sowohl für die Lilien im Handball- als auch im Fußballtor. Seit 1927 gab es auch eine Damen-Handballmannschaft. Die Abteilung der Männer wurde 1935 Meister der Handball-Gauliga Südwest und qualifizierte sich dadurch für die Deutsche Feldhandball-Meisterschaft 1934/35. 1949 wurde die Mannschaft Handball-Hessenmeister. Heutzutage existiert die Abteilung nicht mehr. Am 11. April 1954 wurde die Mannschaft mit einem 18:13-Sieg über TSG Haßloch vor 6.000 Zuschauern Süddeutscher Handballmeister.

### Futsal
Über eine Kooperation mit der TU Darmstadt wurde Futsal 2010 als neue Abteilung eingegliedert. Die alte Universitätsmannschaft vertritt die Lilien im Ligabetrieb und findet sich seit 2015 in der höchsten deutschen Spielklasse, der Regionalliga Süd, wieder. Als größter Erfolg gilt der Gewinn des süddeutschen Pokals 2015 im Finale gegen den Futsal Club Portus aus Pforzheim. Ebenfalls erwähnenswert sind die beiden Hessenpokalsiege von 2014 und 2015. Die Mannschaft wird bereits seit 2006 von Adil Ez-Zaidi trainiert, als das Team noch nicht zum SV Darmstadt 1898 gehörte. 2014 wurde zudem eine zweite Mannschaft gemeldet, die direkt von der Verbands- in die Hessenliga aufsteigen konnte.

### Leichtathletik
Die Leichtathleten errangen mehrere nationale und internationale Erfolge. Beispielsweise gewannen diese Medaillen bei den Olympischen Spielen und deutschen Meisterschaften. Dabei erreichten vor allem die Läufer große nationale Aufmerksamkeit. Durch den Fokus des Vereins auf den Fußballsport und die Übernahme benötigter Ressourcen wechselten mehrere Trainer, Trainerinnen, Athleten zum ASC Darmstadt. Aktuell gibt es keine aktive Leichtathletik-Abteilung mehr.
Der Lilien-Läufer Hermann Engelhard wurde deutscher Meister über 800 Meter und gewann Bronze bei den Olympischen Sommerspielen 1928. Ernst Söllinger war in den 1920er-Jahren Trainer.

### Tischtennis
Die Tischtennisabteilung ist die zweiterfolgreichste des SV 98. Bereits 1932/33 wurde die Herrenmannschaft, der u. a. Karl-Heinz Eckardt angehörte, deutscher Vizemeister. Später haben insbesondere die Frauen für Erfolge gesorgt. Die erste Damenmannschaft gehörte bereits seit den frühen 1960er Jahren zu den besten hessischen Frauenteams. Bis zum erstmaligen Abstieg 1960 gehörte die Mannschaft der Oberliga Südwest an. Nach dem Wiederaufstieg in die nun zweitklassige Oberliga 1974 etablierten sich die Lilien bald in der Spitzengruppe und wurden 1978 Vizemeister hinter dem TTC Olympia Koblenz. Ein Jahr später gelang dann der Aufstieg in die Tischtennis-Bundesliga, aus der man aber postwendend wieder abstieg. Der sofortige Wiederaufstieg scheiterte, weil die Darmstädterinnen 1981 hinter dem ATSV Saarbrücken lediglich Zweite in der nun Regionalliga genannten Klasse wurden. Derzeit spielt die Damenmannschaft in der Verbandsliga Süd und die Herrenmannschaft in der Bezirksoberliga Gruppe 2. Die Spiele finden in der Bessunger Grundschule statt.

### Weitere Sportarten
Die 1951 gegründete Judoabteilung ist hauptsächlich durch ihre Jugendarbeit bekannt. Aktuell kämpfen die männlichen Judoka in der Oberliga Hessen.
Außerdem bietet der Sportverein noch Wandern, Modernes Sport-Karate, Seniorensport und Headis an.